# Filmographie de Gérard Courant
 (signalé en août 2025).
Si vous disposez d'ouvrages ou d'articles de référence ou si vous connaissez des sites web de qualité traitant du thème abordé ici, merci de compléter l'article en donnant les références utiles à sa vérifiabilité et en les liant à la section « Notes et références ».
- Archive Wikiwix
- Bing
- Cairn
- DuckDuckGo
- E. Universalis
- Gallica
- Google
- G. Books
- G. News
- G. Scholar
- Persée
- Qwant
- (zh) Baidu
- (ru) Yandex

Cette page présente la filmographie de Gérard Courant, consistant dans la liste des films que Gérard Courant a créés en tant que réalisateur. La page vise à alléger la page principale de Gérard Courant.
En tant que réalisateur, Gérard Courant a notamment réalisé un journal filmé, intitulé Carnets filmés, qui se compose à ce jour de 489 épisodes ainsi que d'un film, composé de 3194 portraits filmés, dénommé Cinématon.

## 1960 - 1969
- 1967 : Un lycéen à Neufmoutiers-en-Brie. 4 minutes 10 secondes.

## 1970 - 1979
- 1970 : Critérium du Dauphiné libéré 1970 (1ère étape). 3 minutes 12 secondes.
- 1970 : Vent-pire. 3 minutes 45 secondes.
- 1970 : Autour de Vent-pire. 1 minute 17 secondes.
- 1970 : Corps-Selle. 3 minutes 3 secondes.
- 1970 : Ave, Patrick Topaloff. 53 secondes.
- 1970 : (Daniel) Petit LU. 54 secondes.
- 1970 : Le Fantôme des Arcades. 51 secondes.
- 1970 : Rêveries d’un escaladeur solitaire. 42 secondes.
- 1972 : Tour de France 1972 (13e et 14e étape). 4 minutes 4 secondes.
- 1972 : Artémis. 4 minutes.
- 1974 : Ombres de silence. 3 minutes 30 secondes.
- 1975 : Philippe Garrel à Digne (Premier voyage). 1 heure 43 minutes.
- 1976 : Le Ciné-club universitaire de Dijon. 35 minutes.
- 1976 : Eugénie de Franval par Louis Skorecki. 59 minutes.
- 1976 : Marilyn, Guy Lux et les nonnes. 10 minutes.
- 1977 : MMMMM…. 3 minutes
- 1977 : Antonin Artaud, correspondance avec Jacques Rivière. 50 minutes.
- 1977 : Urgent ou à quoi bon exécuter des projets puisque le projet est en lui-même une jouissance suffisante. 1 heure 38 minutes. Prix spécial du jury au Festival de Belfort 1977,
- 1977 : Sha-Dada. 5 minutes.
- 1977 : Aurore collective. 1 heure 30 minutes.
- 1978 : Cinématon (série cinématographique commencée le 7 février 1978). 3195 portraits filmés. 213 heures.
- 1978 : Restez mince vivez jeune. 7 minutes.
- 1978 : Rasage. 18 minutes.
- 1978 : Travellings (série cinématographique en cours commencée en 1978). 180 parties. 4 heures.
- 1978 : Vivre à Naples et mourir (entretien avec Werner Schroeter). 1 heure 25 minutes.
- 1978 : L'Âge doré. 3 minutes.
- 1978 : L'Oeil omnidirectionnel de Michael Snow. 1 heure 22 minutes.
- 1978 : Le Contrebandier des profondeurs. 40 minutes.
- 1979 : Le Cinéma selon Luc Moullet. 1 heure 1 minute.
- 1979 : La Seule façon de rendre la vie excitante est de regarder la mort en face. 3 minutes 30 secondes.
- 1979 : De ma chambre d'hôtel. (série cinématographique en cours commencée en 1979). 100 parties. 6 heures 30 minutes.
- 1979 : Thé au bois. 3 minutes 30 secondes.
- 1979 : Hérésie pour Magritte, 8 épisodes de 3 minutes 30 secondes : I., II., III., IV., V., VI., VII., VIII..
- 1979 : Ocana, der engel der in der qualt singt. 10 minutes.
- 1979 : Un sanglant symbole. 20 minutes.
- 1979 : Philippe Garrel à Digne (Second voyage). 56 minutes.
- 1979 : Shiva. 5 minutes.
- 1979 : Je meurs de soif, j'étouffe, je ne puis crier… 1 heure 5 minutes.
- 1979 : Mes films commencent au moment où les autres se terminent (Conversation avec Teo Hernandez I). 1 heure 23 minutes.
- 1979 : Jardins clandestins. 1 heure 23 minutes.

## 1980 - 1989
- 1980 : Aditya. 1 heure 5 minutes.
- 1980 : Mon sang pécheur ruisselle ardent. 10 minutes 36 secondes.
- 1980 : Cœur bleu. 1 heure 25 minutes.
- 1980 : Vivre est une solution. 1 heure 17 minutes.
- 1980 : Un cinéaste qui ne tient pas la caméra est comme un peintre qui ne tient pas le pinceau (Conversation avec Teo Hernandez II). 1 heure 11 minutes.
- 1980 : Il faut le sauver ! (entretien avec Werner Schroeter). 59 minutes.
- 1980 : Cocktail Morlock (ou : Encore un pernod, Yves). 25 minutes.
- 1981 : Le Faux Cinématon de Yann Andréa filmé par une authentique Marguerite Duras. 4 minutes.
- 1981 : Tu vois mon fils, l’espace ici naît du temps. 16 minutes 3 secondes.
- 1981 : Discussion Morlock. 25 minutes.
- 1981 : Michel Foucault Werner Schroeter, la conversation. 1 heure 30 minutes.
- 1981 : Chemins intermédiaires. 1 heure 28 minutes.
- 1981 : C'est Salonique. 24 minutes.
- 1981 : Khrónos 1981. 1 heure 38 minutes.
- 1981 : Spoonful. 1 heure 22 minutes.
- 1981 : La Neige tremblait sur les arbres. 1 heure 19 minutes.
- 1981 : Baignoire. 42 minutes.
- 1981 : Plus mon Loir gaulois que le Tibre latin. 2 heures 3 minutes.
- 1982 : Dévotion. 18 minutes.
- 1982 : Le Blanc cassé. 1 heure 23 minutes.
- 1982 : She's a very nice lady. 1 heure 30 minutes.
- 1982 : Je marche à peine et je suis déjà loin. 13 minutes 43 secondes.
- 1982 : Archive Morlock : 1er mai 1982 (Manifestation C.F.D.T.). 3 minutes 30 secondes.
- 1982 : Archive Morlock : 1er mai 1982 (Manifestation C.G.T.). 3 minutes 30 secondes.
- 1982 : Passions (entretien avec Philippe Garrel I). 1 heure 32 minutes.
- 1982 : Attention poésie (entretien avec Philippe Garrel II). 1 heure 30 minutes.
- 1982 : L'Art, c'est se perdre dans les châteaux du rêve (entretien avec Philippe Garrel III). 2 heures 8 minutes.
- 1982 : L'œuvre d'art est utile car elle consolide notre liberté (entretien avec Philippe Garrel IV). 2 heures 31 minutes.
- 1982 : Jean Seberg, Philippe Garrel et Les Hautes Solitudes. 34 minutes.
- 1982 : Bulle Ogier sur Radio Ark en Ciel. 1 heure 2 minutes.
- 1982 : Joseph Morder sur Radio Ark en Ciel. 53 minutes.
- 1982 : Teo Hernandez sur Radio Ark en Ciel. 59 minutes.
- 1982 : Montagnes endormies. 1 heure 35 minutes.
- 1983 : Genova Genova. 24 minutes.
- 1983 : Il Gergo Inquieto. 1 heure 32 minutes.
- 1983 : L’Hiver a fui, l’avril est là. 15 minutes 49 secondes.
- 1983 : Printemps météore. 1 heure 25 minutes.
- 1983 : Le Naufragé et le prisonnier. 1 heure 20 minutes.
- 1983 : Le Voyageur sans ombre. 1 heure 13 minutes.
- 1983 : Études préparatoires pour À propos de la Grèce. 1 heure 28 minutes.
- 1983 : Esquisses helléniques pour À propos de la Grèce. 1 heure 14 minutes.
- 1983 : Crépuscules crétois. 44 minutes.
- 1983 : Arcipelago. 43 minutes.
- 1983 : Sifnos. 1 heure 5 minutes.
- 1983 : Santorin. 1 heure 48 minutes.
- 1983 : L'Arbre de la vie. 1 heure 15 minutes.
- 1983 : Le Monde impatient. 1 heure.
- 1984 : Berlin-Ouest - Berlin-Est. 4 minutes.
- 1984 : Boulevard Saint-Germain. 6 minutes.
- 1984 : Gare. (série cinématographique en cours commencée en 1984) 41 vues. 1 heure 38 minutes.
- 1984 : Mourir, mourir, unique grâce ! 15 minutes 6 secondes.
- 1984 : La Valse de Vienne. 50 minutes.
- 1984 : Die Reise nach Wien. 1 heure 14 minutes.
- 1984 : Entre 15 h 15 et 15 h 25. 11 minutes.
- 1984 : Mort de trois présidents à vie. 3 minutes 30 secondes.
- 1984 : Les Vivants et les morts. 1 heure 30 minutes.
- 1984 : La Marche du temps. 1 heure 15 minutes.
- 1985 : Ne sais-tu pas quel est ce jour sacré ? 1 minutes 56 secondes.
- 1985 : À propos de la Grèce. 1 heure 30 minutes.
- 1985 : Portrait d’Alexander Kluge dans son bureau de Munich. 3 minutes 30 secondes.
- 1985 : Portrait de groupe. (série cinématographique en cours commencée en 1985). 261 portraits filmés. 17 heures.
- 1985 : Couple. (série cinématographique en cours commencée en 1985). 135 portraits filmés. 8 heures.
- 1985 : Nuits transparentes. 1 heure 28 minutes.
- 1986 : Oh ! Peine ! Peine sans égale ! 14 minutes 7 secondes.
- 1986 : Le Jour où TF1 m’a cinématonné. 4 minutes
- 1986 : Trio. (série cinématographique en cours commencée en 1986). 19 portraits filmés. 1 heure.
- 1986 : Lire. (série cinématographique en cours commencée en 1986). 124 portraits filmés. 8 heures. Couronné par l'Académie française.
- 1986 : Avec Mariola. 32 minutes.
- 1986 : Un jour l’hiver finira. 1 heure 2 minutes.
- 1986 : Les Jours et les nuits. 1 heure 15
- 1987 : Délivre le monde si c’est ton sort. 15 minutes 9 secondes.
- 1987 : Les Aventures d'Eddie Turley. 1 heure 30 minutes.
- 1988 : Le Jour où Antenne 2 m’a cinématonné. 4 minutes.
- 1988 : Montre-moi si vraiment du ciel tu es l’élu. 14 minutes 13 secondes.
- 1988 : Archive Morlock : 1er mai 1988 (Manifestation C.F.D.T.). 3 min 30 s.
- 1988 : Archive Morlock : 1er mai 1988 (Manifestation C.G.T.). 3 min 30 s.
- 1988 : Et si on jouait ?. 37 minutes.
- 1988 : Nuages de soie. 1 minute.
- 1988 : Solitude perdue. 2 minutes.
- 1988 : Sur la route... de Digne à Nice. 3 minutes 45 secondes.
- 1988 : L'Artifice et le factice. 2 heures.
- 1989 : Est-ce là l’effet du Saint Jour ? 10 minutes.
- 1989 : Double jeu. 1 heure 8 minutes.

## 1990 - 1999
- 1990 : Oh ! Plainte ! Plainte ! Plainte effroyable. 10 minutes.
- 1990 : Boudou prend son bain. 3 minutes.
- 1990 : Cinématou (série cinématographique en cours commencée en 1990). 10 portraits filmés. 30 minutes.
- 1990 : Histoires ordinaires. 1 heure 28 minutes.
- 1991 : Oh ! Jour des grâces sans pareilles. 13 minutes 22 secondes.
- 1991 : Mes Lieux d’habitation (série cinématographique en cours commencée en 1991). 17 vues. 1 heure 2 minutes.
- 1991 : Cinéma (série cinématographique en cours commencée en 1991) 70 vues. 3 heures 45 minutes.
- 1991 : Cinécabot (série cinématographique en cours commencée en 1991). 5 portraits filmés. 20 minutes.
- 1991 : Le Nouvel hiver. 1 heure 50 minutes.
- 1992 : Lui-même ! Le voici ! Voyez ! 5 minutes 41 secondes.
- 1992 : La Terre des vivants. 1 heure 7 minutes.
- 1992 : Travelling. 1 heure 3 minutes.
- 1992 : Régis Audigier, le Christ de Burzet. 1 heure 6 minutes.
- 1992 : Burzet. 52 minutes.
- 1992 : Solange et Jean Mounier, Véronique et le centurion de Burzet. 32 minutes.
- 1992 : Gaston Hilaire, l’ancien centurion de Burzet. 36 minutes.
- 1992 : Bernard de Chanaleilles, le Simon de Cyrène de Burzet. 36 minutes.
- 1993 : Vers lui mon cœur souffrant aspire. 5 minutes 30 secondes.
- 1993 : Petit traité de chevalerie Morlock en vélocipède. 10 minutes.
- 1993 : Vie. 1 heure 5 minutes.
- 1994 : Ponts routiers de la Seine à Paris. 22 minutes.
- 1994 : Prenez mon sang, prenez mon corps, en souvenir de moi ! 7 minutes 10 secondes.
- 1994 : Inventaire filmé des rues de Saint-Maurice (Val-de-Marne, France). 40 minutes.
- 1994 : Le Passager solitaire. 1 heure 40 minutes.
- 1995 : Tu vis maintenant à jamais. 7 minutes 12 secondes.
- 1995 : Compression, 4 films :  de Alphaville de Jean-Luc Godard (4 minutes), À bout de souffle de Jean-Luc Godard (4 minutes), Niagara de Henry Hathaway (4 minutes), The Chimp de Laurel et Hardy (1 minute 26 secondes).
- 1995 : Le vrai faux Cinématon d'Agnès Soral. 4 minutes.
- 1995 : De ma voiture. 1 heure 18 minutes.
- 1995 : Le Passé retrouvé. 1 heure 47 minutes.
- 1995 : Du Marché de la poésie à Radio Aligre. 51 minutes.
- 1995 : Itinéraires héréditaires. 1 heure 45 minutes.
- 1996 : Tes-tu perdu ? Dois-je te conduire ? 5 minutes 21 secondes.
- 1996 : Chambéry-Les-Arcs, une vélographie de Gérard Courant. 1 heure 14 minutes + bande-annonce (2 minutes 28 secondes).
- 1996 : Velo Love. 1 heure 32 minutes.
- 1996 : Coude à coude. 2 heure 3 minutes.
- 1996 : Olivier Dazat ou l'amour du vélo. 50 minutes.
- 1996 : Janine Anquetil la dame blonde. 1 heure 18 minutes.
- 1996 : Une cérémonie secrète. 49 minutes.
- 1996 : Le Ciel écarlate. 1 heure 43 minutes.
- 1997 : Tu baignes mes pieds d’eau pure, mais que l’ami me lave le front ! 5 minutes 24 secondes.
- 1997 : Amours décolorées 1 heure 20 minutes.
- 1997 : Voyage au centre du monde. 1 heure 10 minutes.
- 1997 : Joseph Morder filme le défilé du Premier Mai. 47 minutes.
- 1997 : Mongibello. 58 minutes.
- 1998 : Sur sa croix mon sang divin coula. 5 minutes 37 secondes.
- 1998 : Toronto 1998. 1 heure 2 minutes.
- 1998 : Le Nouveau désert. 1 heure 25 minutes.
- 1999 : Oh ! Quel miracle sans pareil ! 4 minutes 8 secondes.
- 1999 : Le Journal de Joseph M. 59 minutes.
- 1999 : Le Tournage du Cinématon no 1968 de Joseph Morder. 4 minutes.
- 1999 : Le Chemin de Resson : Joseph Morder rend visite à Marcel Hanoun. 44 minutes.
- 1999 : Zanzibar à Saint-Sulpice. 9 minutes.
- 1999 : Derrière la nuit. 1 heure 22 minutes.
- 1999 : J. M. (version courte de Le Journal de Joseph M.). 37 minutes.

## 2000 - 2009
- 2000 : Mon sang fuit sauvage et déborde. 11 minutes 28 secondes.
- 2000 : Vous avez dit Cinématon ?. 4 minutes.
- 2000 : L’Homme des roubines. 55 minutes.
- 2000 : Luc Moullet, encore un effort pour être cinématonné. 4 minutes.
- 2000 : Antonietta Pizzorno chante Luc Moullet. 48 minutes.
- 2000 : Marie-Christine Questerbert raconte Luc Moullet. 36 minutes.
- 2000 : Iliana Lolich fait l’éloge de Luc Moullet. 19 minutes.
- 2000 : Tout est brisé. 1 heure 20 minutes.
- 2001 : 2000 Cinématons. 1 heure 33 minutes.
- 2001 : Florence Loiret Caille, Cinématon n° 2013. 30 minutes.
- 2001 : Vincent Nordon raconte Straub, Huillet, Pialat et Cinématon. 59 minutes.
- 2001 : Lucia Sanchez, Cinématon n° 2014. 24 minutes.
- 2001 : Luc Moullet, enfin cinématonné ? 4 minutes.
- 2001 : Place Saint-Michel. 51 minutes.
- 2001 : Oh peine ! Oh jour du deuil profond. 13 minutes 33 secondes.
- 2001 : Le Pharaon à Lyon. 51 minutes.
- 2001 : Route d'argent. 1 heure 20 minutes.
- 2001 : Quand reverrai-je mon petit village ?. 42 minutes.
- 2001 : Cinématé 4 minutes.
- 2001 : Encore cinématé ! 4 minutes.
- 2001 : Cinématé avec, 20 films : Jacques Monory (4 minutes), Jean-Marie Straub (2 minutes 45), Volker Schlöndorff (3 minutes 8), Vincent B (4 minutes), Maruschka Detmers (3 minutes 3), Roberto Benigni (3 minutes 3), Féodor Atkine (1 minute 58), Jean-Luc Godard (2 minutes 20), Serge Merlin (3 minutes 40), Wim Wenders (4 minutes 11), Simon de la Brosse (1 minute 49), Galaxie Barbouth (4 minutes 11), Philippe Sollers (2 minutes 16), Dominique Noguez (3 minutes 56), Juliet Berto (3 minutes 55), Yves Mourousi (2 minutes 28), Fernando Arrabal (2 minutes 18), Robert Kramer (2 minutes 7), Gérard Jugnot (1 minute 54), Noël Godin (1 minutes 47).
- 2002 : Qui me commande de vivre ? 8 minutes 57 secondes.
- 2002 : Périssable paradis II (Notes pour un monde nouveau). 1 heure 21 minutes.
- 2002 : La Cipale d'Arnaud Dazat. 31 minutes.
- 2002 : Archive Morlock : Élection présidentielle 2002. 3 minutes.
- 2002 : Périssable paradis. 1 heure 10 minutes.
- 2002 : Inventaire filmé des rues de la Croix-Rousse à Lyon, version TV. 54 minutes.
- 2002 : Inventaire filmé des rues de la Croix-Rousse à Lyon, version cinéma. 1 heure 40 minutes.
- 2002 : Zones césariennes. 56 minutes.
- 2003 : Seul mon trépas vous importe ? 20 minutes 8 secondes.
- 2003 : Autour de 24 Passions. 32 minutes.
- 2003 : Une semaine sainte. 1 heure 1 minute.
- 2003 : Zythum. 3 minutes.
- 2003 : 24 Passions. 1 heure 15 minutes.
- 2003 : Car seuls les nouveaux Dieux ont mordu la pomme de l'amour. 1 heure 1 minute.
- 2004 : D'où nous viens-tu ? 12 minutes.
- 2004 : Archive Morlock : 1er mai 2004 (Manifestation C.G.T.). 6 minutes.
- 2004 : Les Saisons et les jours. 1 heure 8 minutes.
- 2004 : Marsiho (Journal du FID 2004). 2 heures 4 minutes.
- 2004 : Lisa et Rose-Anaël. 30 minutes.
- 2004 : Causerie d'un Martien en exil à Lyon. 52 minutes.
- 2004 : Un été amoureux. 1 heure 1 minute.
- 2004 : Délices lointains. 2 heures 5 minutes.
- 2004 : Exposicion (Journal du Mexique). 2 heures 4 minutes.
- 2004 : Augusto Luis et Maria Emma. 8 minutes.
- 2004 : Décrochage radio. 1 heure 8 minutes.
- 2004 : Le Roi Artur et son Pop-club. 1 heure 2 minutes.
- 2004 : Le Festival des Cinémas différents offre une carte noire à Dominique Noguez. 49 minutes.
- 2005 : À travers l'univers. 1 heure 19 minutes.
- 2005 : Jean-Pierre Gorin, encore un effort pour être cinématonné. 4 minutes.
- 2005 : Portrait d'Yvette Courant en téléphage. 7 minutes.
- 2005 : Les Cinématons au cinéma Caméo de Metz. 52 minutes.
- 2005 : À propos de Guy Gilles et Zanzibar sur Radio Campus. 1 heure 1 minute.
- 2005 : Yvette Courant. 1 heure 48 minutes.
- 2005 : Zouzou à Saint-Denis. 44 minutes.
- 2005 : Événement. 49 minutes.
- 2005 : Une rencontre avec les élèves de première du lycée Guist'hau de Nantes (Année 2004-2005). 1 heure 13 minutes.
- 2005 : Une rencontre avec les étudiants de Ciné-Sup 1 du lycée Guist'hau de Nantes (Année 2004-2005). 1 heure 36 minutes.
- 2005 : Les Chutes de Saint-Marcellin. 1 heure 2 minutes.
- 2005 : Marselha (Journal du FID 2005). 1 heure 21 minutes.
- 2005 : Destination Fourvière. 1 heure 28 minutes.
- 2005 : Lugdunum (Journal du festival Doc en Courts 2005). 1 heure 38 minutes.
- 2005 : Les Restes d'un monde nouveau. 2 heures 1 minute.
- 2005 : Passions immortelles. 1 heure 37 minutes.
- 2005 : Cinématons en campagne. 1 heure 3 minutes.
- 2005 : Bavardages. 1 heure 8 minutes.
- 2006 : Rédemption au rédempteur ! 9 minutes.
- 2006 : Un monde nouveau. 1 heure 5 minutes.
- 2006 : Made in Paris. 3 minutes 30 secondes.
- 2006 : Là-bas. 1 heure 10 minutes.
- 2006 : Un atelier cinéma avec les étudiants de Ciné Sup 1 du lycée Guist'hau de Nantes (année 2005/2006). 1 heure 37 minutes.
- 2006 : Interviews. 1 heure 15 minutes.
- 2006 : Super 8 Paradise. 1 heure 07 minutes.
- 2006 : Un débat À travers l'univers. 1 heure 30 minutes.
- 2006 : Benjamin Chanut, coureur cycliste indépendant dans les années 1950. 1 heure 4 minutes.
- 2006 : Maurice Izier, coureur cycliste professionnel dans les années 1960. 1 heure.
- 2006 : Toussaint en juin. 1 heure 3 minutes.
- 2006 : Boris Lehman à Valence. 3 minutes.
- 2006 : Lisa Rovner ce Cinématon qui faillit être le dernier. 5 minutes.
- 2006 : En effet, cher Pierre Rissient, ceci aurait dû être votre Cinématon. 4 minutes.
- 2006 : L'ascension de Notre-Dame de la Garde et la descente vers le Vieux-Port de Marseille. 1 heures 2 minutes.
- 2006 : Teo Hernandez à Paris. 55 minutes.
- 2006 : Notes Lyonnaises I (2002-2006). 2 heures 12 minutes.
- 2006 : Crime contre le cinéma. 1 heures 40 minutes.
- 2007 : Je crois avoir vu clair en toi. 40 minutes.
- 2007 : Deux ou trois choses que je sais de Joseph Morder. 10 minutes.
- 2007 : Vagues barbares. 51 minutes.
- 2007 : Jean-François Gallotte fait son cirque sur Zaléa TV. 1 heure 2 minutes.
- 2007 : Sortie du port de Marseille en direction des îles du Frioul. 2 minutes 40 secondes.
- 2007 : Voyage dans les îles du Frioul. 42 minutes.
- 2007 : Alicudi 1 Bella. 1 heure 19 minutes.
- 2007 : Alicudi 1 Bella II. 1 heure 19 minutes.
- 2007 : Alicudi 2 Selvaggia. 1 heure 7 minutes.
- 2007 : Alicudi 2 Selvaggia II. 1 heure 7 minutes.
- 2007 : Alicudi 3 Lontana. 1 heure 19 minutes.
- 2007 : Alicudi 3 Lontana II. 1 heure 19 minutes.
- 2007 : Cendre et lumière. 1 heure 7 minutes.
- 2007 : Rituels. 1 heure 54 minutes.
- 2007 : Compression de ses propres films, 9 films : Le Journal de Joseph M (3 minutes), Alicudi 1 Bella (3 minutes), Alicudi 2 Selvaggia (3 minutes), Alicudi 3 Lontana (3 minutes), Dans la gloire intimes des nuages enflammés (3 minutes), Banlieue Est (3 minutes), Banlieue Ouest (1 minute 30 secondes), Massalia (1 minute 30 secondes), Burgundia (3 minutes).
- 2007 : Alicudi 11 minutes.
- 2007 : Dans la gloire intime des nuages enflammés. 1 heure 15 minutes.
- 2007 : Dans la gloire intime des nuages enflammés II. 1 heure 15 minutes.
- 2007 : Banlieue Est. 1 heure 10 minutes.
- 2007 : Banlieue Est II. 1 heure 10 minutes.
- 2007 : Banlieue Ouest. 42 minutes.
- 2007 : Banlieue Ouest II. 42 minutes.
- 2007 : Massalia. 27 minutes.
- 2007 : Massalia II. 27 minutes.
- 2007 : Burgundia. 1 heure 2 minutes.
- 2007 : Burgundia II. 1 heure 2 minutes.
- 2008 : Que restes-tu là ? 34 minutes.
- 2008 : Les Aventures d'Eddie Turley II (1 heure 30) et Les Aventures d'Eddie Turley III. (1 heure 30).
- 2008 : Dresde de sang et de feu. 1 heure 2 minutes.
- 2008 : Dresde de sang et de feu II. 1 heure 2 minutes.
- 2008 : Compression de ses propres films, 7 films : Dresde de sang et de feu (3 minutes), Louanges téméraires des heures divines (3 minutes), La Ville des fantômes (5 minutes), Les Aventures d'Eddie Turley II (4 minutes), Je meurs de soif, j'étouffe, je ne puis crier… (3 minutes), À travers l'univers (3 minutes), Derrière la nuit (3 minutes).
- 2008 : Compression, 2 films : 2 ou 3 choses que je sais d'elle de Jean-Luc Godard (4 minutes), Théorème de Pier Paolo Pasolini (3 minutes).
- 2008 : Louanges téméraires des heures divines. 1 heure 10 minutes.
- 2008 : Louanges téméraires des heures divines II. 1 heure 10 minutes.
- 2008 : Fêtes blanches. 1 heure 34 minutes.
- 2008 : Jean Cocteau, Derek Jarman, Dresde de sang et de feu sur Radio Libertaire. 33 minutes.
- 2008 : Coffret JM. 11 minutes.
- 2008 : La Ville des fantômes. 2 heures 2 minutes.
- 2008 : La Ville des fantômes II. 2 heures 2 minutes.
- 2008 : Déambulation. 1 heure 26 minutes.
- 2008 : À bloc. 1 heure 28 minutes.
- 2008 : Dégueulasse, 4 épisodes : I. (3 minutes), II (3 minutes), III. (3 minutes), et IV (3 minute).
- 2008 : Garçon. 3 minutes.
- 2008 : Le Grand événement. 3 minutes.
- 2008 : La Course des cœurs I. (3 minutes) et II (3 minutes).
- 2008 : Une vraie fausse blonde. 3 minutes.
- 2008 : Désolé, 3 épisodes : I. (3 minutes), II. (3 minutes), III (3 minutes).
- 2008 : L'impossible retour. 15 minutes.
- 2008 : Saint-Marcellin vu par Gérard Courant. 1 heure 56 minutes.
- 2008 : Il ne s'est rien passé ou la vie particulière d'Élisa Point. 14 minutes.
- 2008 : Promenade dans les lieux de mon enfance dijonnaise.. 1 heure 8 minutes.
- 2008 : Le Tour du Lac Kir. 48 minutes.
- 2008 : Enregistrement. 1 heure 10 minutes.
- 2008 : Un soir à Gennevilliers. 19 minutes.
- 2008 : Illuminations. 1 heure 3 minutes.
- 2008 : Rétrocompression. 46 minutes.
- 2009 : D'où vient cette source mystérieuse ? 32 minutes.
- 2009 : Dégueulasse, 5 épisodes : V (5 minutes), VI (5 minutes), VII (4 minutes), VIII (4 minutes) et IX (4 minutes).
- 2009 : Flammes marines. 44 minutes.
- 2009 : Compression de 20 Cinématon pour les 20 ans de Bref 1 les cinéastes. 8 minutes.
- 2009 : Compression de 20 Cinématon pour les 20 ans de Bref 2 les critiques. 8 minutes.
- 2009 : Spoonful II. 1 heure 15 minutes.
- 2009 : Compression, 20 films : Les Hautes solitudes de Philippe Garrel (3 minutes), La Mort de Maria Malibran de Werner Schroeter (5 minutes), Le Lit de la vierge de Philippe Garrel (4 minutes), Le Révélateur de Philippe Garrel (3 minutes), Hurlements en faveur de Sade de Guy Debord (3 minutes), La Gran Via de Rita Jones (3 minutes), In girum imus nocte et consumimur igni (3 minutes), La Société du spectacle de Guy Debord (3 minutes), Les jeux de société d'Éric Rohmer (3 minutes), 44 vues Lumière des Frères Lumière (4 minutes), Le Mépris de Jean-Luc Godard (4 minutes), La Bride sur le cou de Roger Vadim (3 minutes), La vérité d'Henri-Georges Clouzot (5 minutes), Haine, amour et trahison de Mario Bonnard (4 minutes), Rendez-vous à Rio de Ralph Thomas (4 minutes), En cas de malheur de Claude Autant-Lara (5 minutes), La Mariée est trop belle de Pierre Gaspard-Huit (4 minutes), Et Dieu... créa la femme de Roger Vadim (4 minutes), William Wilson de Louis Malle (3 minutes), Viva Maria ! de Louis Malle (5 minutes).
- 2009 : Compression de ses propres films, 2 films : Spoonful (3 minutes), La Neige tremblait sur les arbres (3 minutes).
- 2009 : La Neige tremblait sur les arbres II. 1 heure 19 minutes.
- 2009 : Montre Œil Mon Œil. 3 minutes.
- 2009 : Tout était clair. 2 heures 8 minutes.
- 2009 : L'Anniversaire de Bambou. 1 heure 36 minutes.
- 2009 : Direction Sud-Est. 1 heure 28 minutes.
- 2009 : Retour à l'Eldorado. 28 minutes.
- 2009 : Week-end à Cabrières d'Avignon. 1 heure 54 minutes.
- 2009 : Werner et Nenad. 1 heure 16 minutes.
- 2009 : Neiges. 1 heure 1 minute.
- 2009 : Tempête de neige sur Dijon. 1 heure 2 minutes.

## 2010 - 2019
- 2010 : Oh ! Joie ineffable ! 32 minutes.
- 2010 : Compression de ses propres films, 3 films : Neiges (3 minutes), Vivre est une solution (3 minutes), La Passeggiata delle Mura di Lucca (2 minutes).
- 2010 : Compression, 18 films : Sayat Nova de Sergueï Paradjanov (3 minutes), Nel Regno di Napoli de Werner Schroeter (5 minutes), Eika Katappa de Werner Schroeter (6 minutes), À cœur joie de Serge Bourguignon (4 minutes), Une ravissante idiote de Édouard Molinaro (4 minutes), Manina la fille sans voile de Willy Rozier (4 minutes), Boulevard du rhum de Robert Enrico (4 minutes), Les Femmes de Jean Aurel (4 minutes), Shalako de Edward Dmytryk (4 minutes), Voulez-vous danser avec moi ? de Michel Boisrond (4 minutes), Vie privée de Louis Malle (4 minutes), L'Ours et la poupée de Michel Deville (4 minutes), Le Repos du guerrier de Roger Vadim (4 minutes), L'Ange noir de Werner Schroeter (3 minutes), Argila de Werner Schroeter (1 minute 40 secondes), Neurasia de Werner Schroeter (1 minute 50 secondes), Warnung vor einer heiligen Nutte de Rainer Werner Fassbinder (4 minutes), Weisse Reise de Werner Schroeter (2 minutes).
- 2010 : Danse de glace. 1 heure 21 minutes.
- 2010 : Écumes assassines. 1 heure 43 minutes.
- 2010 : L'Homme Atlantique de Marguerite Duras par Gérard Courant. 11 minutes.
- 2010 : Magdalena Montezuma. 5 minutes.
- 2010 : La Mort n'est pas une solution. 1 heure 7 minutes.
- 2010 : Résurrection. 1 heure 17 minutes.
- 2010 : Archive Morlock : élections régionales Bourgogne. 2 minutes.
- 2010 : Mes Territoires. 1 heure 24 minutes.
- 2010 : Carnet de printemps Carnet d'été. 2 heures 5 minutes.
- 2010 : In Memoriam Daniel Schmid Werner Schroeter. 1 heure 12 minutes.
- 2010 : Werner Schroeter par Isabelle Huppert. 10 minutes.
- 2010 : BB X 20. 1 heure 21 minutes.
- 2010 : Abel Ferrara à Lucca. 1 heure 15 minutes.
- 2010 : La Passeggiata sulle Mura di Lucca. 55 minutes.
- 2010 : La Passeggiata sulle Mura di Lucca II. 55 minutes.
- 2010 : Zacatecas, México. 4 minutes.
- 2010 : Notes Lyonnaises II (2007-2010). 1 heure 1 minute.
- 2010 : Vincent Nordon vous salue bien. 1 heure 39 minutes.
- 2010 : Carnet de Nice. 1 heure 21 minutes.
- 2010 : Joseph Morder à Madrid, la neige à Montreuil. 1 heure 1 minute.
- 2010 : Ombres intérieures. 1 heure 39 minutes.
- 2010 : Petite intrusion dans l'univers incandescent de Werner Schroeter. 1 heure 23 minutes.
- 2010 : Vincent Nordon, Roland Barthes et Ça/Cinéma. 1 heure 3 minutes.
- 2010 : Petit matin de Noël neigeux dans Dijon désert. 1 heure 2 minutes.
- 2011 : Veni, Vidi, Vici. 48 minutes.
- 2011 : Gérard Courant analyse Le Filmeur d'Alain Cavalier. 53 minutes.
- 2011 : Luc Moullet (Éric Pauwels et Jeon Soo-Il) à Manosque I. 1 heure 35 minutes.
- 2011 : Luc Moullet à Manosque II. 1 heure 15 minutes.
- 2011 : Luc Moullet (et Patricio Guzmán) à Manosque III. 1 heure 30 minutes.
- 2011 : Rassemblement pour célébrer le premier tiers de siècle d'existence des Cinématon. 1 heure.
- 2011 : Jean Douchet analyse Deux de Werner Schroeter à la Cinémathèque française. 40 minutes.
- 2011 : Compression Parpaillon de Luc Moullet. 3 minutes 30 secondes.
- 2011 : Libre I. 4 minutes 36 secondes.
- 2011 : Libre II. 4 minutes 36 secondes.
- 2011 : Libre III. 4 minutes 36 secondes.
- 2011 : Libre IV. 4 minutes 36 secondes.
- 2011 : Libre V. 4 minutes 36 secondes.
- 2011 : Libre VI. 4 minutes 36 secondes.
- 2011 : Libre VII. 4 minutes 36 secondes.
- 2011 : Libre VIII. 4 minutes 41 secondes.
- 2011 : Libre IX. 4 minutes 41 secondes.
- 2011 : Compression L'Impératrice Yang Kwei-Fei de Kenji Mizoguchi. 3 minutes 30 secondes.
- 2011 : Compression La Source thermale d'Akitsu de Yoshishige Yoshida. 3 minutes 30 secondes.
- 2011 : Vincent Nordon, Marguerite Duras, Kenji Mizoguchi et le Japon. 1 heure 42 minutes.
- 2011 : Japonaise I. 4 minutes 30 secondes.
- 2011 : Japonaise II. 4 minutes 30 secondes.
- 2011 : Japonaise III. 4 minutes 30 secondes.
- 2011 : Japonaise IV. 4 minutes 30 secondes.
- 2011 : Japonaise V. 4 minutes 30 secondes.
- 2011 : Carnet de Dubaï Printemps I. 1 heure 29 minutes.
- 2011 : Carnet de Dubaï Printemps II. 1 heure 18 minutes.
- 2011 : Carnet de Dubaï Printemps III. 1 heure 3 minutes.
- 2011 : Riposte. 1 heure 17 minutes.
- 2011 : Jean-Noël Mirande filme Cinématon. 1 heure 20 minutes.
- 2011 : Marilyn. 1 heure 8 minutes.
- 2011 : Compression de Là-bas. 3 minutes.
- 2011 : Compression de Là-bas II. 3 minutes.
- 2011 : Les Deux Lyon. 1 heure 4 minutes.
- 2011 : Mais qui sommes-nous ? I. 4 minutes 12 secondes.
- 2011 : Mais qui sommes-nous ? II. 4 minutes 12 secondes.
- 2011 : L'Exception I. 3 minutes 35 secondes.
- 2011 : L'Exception II. 3 minutes 35 secondes.
- 2011 : L'Exception III. 3 minutes 35 secondes.
- 2011 : L'Exception IV. 3 minutes 35 secondes.
- 2011 : Love Song Sad I. 3 minutes 18 secondes.
- 2011 : Love Song Sad II. 3 minutes 18 secondes.
- 2011 : Carrière I. 4 minutes 21 secondes.
- 2011 : Carrière II. 4 minutes 21 secondes.
- 2011 : Carrière III. 4 minutes 21secondes.
- 2011 : Ta compagnie me manque I. 4 minutes 28 secondes.
- 2011 : Ta compagnie me manque II. 4 minutes 28 secondes.
- 2011 : Ta compagnie me manque III. 4 minutes 28 secondes.
- 2011 : Ta compagnie me manque IV. 4 minutes 28 secondes.
- 2011 : La Chanson d'un autre cœur I. 4 minutes 43 secondes.
- 2011 : La Chanson d'un autre cœur II. 4 minutes 43 secondes.
- 2011 : La Chanson d'un autre cœur III. 4 minutes 43 secondes.
- 2011 : La Chanson d'un autre cœur IV. 4 minutes 43 secondes.
- 2011 : Ton pseudonyme I. 4 minutes 12 secondes.
- 2011 : Ton pseudonyme II. 4 minutes 12 secondes.
- 2011 : Ton pseudonyme III. 4 minutes 12 secondes.
- 2011 : Ton pseudonyme IV. 4 minutes 12 secondes.
- 2011 : Il y avait I. 5 minutes 2 secondes.
- 2011 : Il y avait II. 5 minutes 2 secondes.
- 2011 : Après le feu des plaisirs. 4 minutes 42 secondes.
- 2011 : Ma prédilection I. 3 minutes 41 secondes.
- 2011 : Ma prédilection II. 3 minutes 41 secondes.
- 2011 : Mon impossible I. 4 minutes 4 secondes.
- 2011 : Mon impossible II. 4 minutes 4 secondes.
- 2011 : Compression Vivre sa vie de Jean-Luc Godard. 3 minutes.
- 2011 : Routes. 1 heure 17 minutes.
- 2011 : Varuna. 1 heure 5 minutes.
- 2011 : Compression Palermo oder Wolfsburg de Werner Schroeter. 7 minutes.
- 2011 : La Boucle. 1 heure 2 minutes.
- 2011 : Notes Lyonnaises III (2011). 1 heure 22 minutes.
- 2011 : Fin d'été début d'automne. 1 heure 35 minutes.
- 2011 : Jean Douchet analyse Vivre sa vie de Jean-Luc Godard au cinéma Devosge de Dijon. 51 minutes.
- 2011 : Cœur d'automne en Bourgogne. 1 heure 48 minutes.
- 2011 : Non, Monsieur Werner Herzog, ceci n'est pas votre Cinématon. 4 minutes.
- 2011 : Inventaire filmé des rues et places de Lyon avec des noms d'universitaires. 54 minutes.
- 2011 : Carnet de Dubaï Hiver I : Nuits. 1 heure 10 minutes.
- 2011 : Carnet de Dubaï Hiver II : Errances aquatiques. 1 heure 7 minutes.
- 2011 : Carnet de Dubaï Hiver III : Les chemins de Jumeirah. 1 heure 26 minutes.
- 2011 : Carnet de Dubaï Hiver IV : L'eau et le haut. 1 heure 34 minutes.
- 2011 : Carnet de Dubaï Hiver V : Trajectoires. 1 heure 30 minutes.
- 2011 : Carnet de Dubaï Hiver VI : Lumière et reflets. 1 heure 11 minutes.
- 2011 : Carnet de Dubaï Hiver VII : Traversées. 1 heure 37 minutes.
- 2011 : Asha Bhosle et Dubaï. 2 heures 2 minutes.
- 2011 : Daiya Yeh Main Kahan Phasi. 4 minutes.
- 2011 : Saathi Re Saathi. 4 minutes.
- 2011 : Baithe Hain Rahguzar Par. 4 minutes.
- 2011 : Aye Gham-E-Dil Kya Karoon. 7 minutes.
- 2011 : Chori Chori Solah Shringar Karoongi. 6 minutes.
- 2011 : Cinématon or not Cinématon. 4 minutes.
- 2011 : Compression Ladies of the Chorus de Phil Karlson. 3 minutes 20 secondes.
- 2011 : Compression We’re Not Married ! de Edmund Goulding. 1 minute.
- 2011 : Compression Don’t Bother to Knock de Roy Ward Baker. 4 minutes 7 secondes.
- 2011 : Compression Gentlemen Prefer Blondes de Howard Hawks. 4 minutes 50 secondes.
- 2011 : Compression How to Marry a Millionaire de Jean Negulesco. 5 minutes 3 secondes.
- 2011 : Compression River of No Return de Otto Preminger. 4 minutes 49 secondes.
- 2011 : Compression There’s No Business Like Show Business de Walter Lang. 6 minutes 4 secondes.
- 2011 : Compression The Seven Year Itch de Billy Wilder. 5 minutes 28 secondes.
- 2011 : Compression Bus Stop de Joshua Logan. 5 minutes.
- 2011 : Compression The Prince and the Showgirl de Laurence Olivier. 6 minutes 3 secondes.
- 2011 : Compression Some Like It Hot de Billy Wilder. 6 minutes 15 secondes.
- 2011 : Compression Let’s Make Love de George Cukor. 6 minutes 8 secondes.
- 2011 : Compression The Misfits de John Huston. 6 minutes 26 secondes.
- 2011 : Compression Something’s Got to Give de George Cukor. 2 minutes 14 secondes.
- 2011 : Poocho Na Humen Hum Unke Liye. 4 minutes 18 secondes.
- 2011 : Raat Akeli Hai. 6 minutes 11 secondes.
- 2011 : Aankhon Se Jo Utri Hai Dil Mein. 4 minutes 27 secondes.
- 2011 : Tere Khayalon Mein Hum. 3 minutes 55 secondes.
- 2011 : Jaiye Aap Kahan Jayenge. 7 minutes 21 secondes.
- 2011 : Zahar Detai Hai Mujhe Koi. 6 minutes.
- 2011 : Mud Mud Ke Na Dekh. 6 minutes 42 secondes.
- 2011 : Koi Aaye Dhakan Kahti Hau. 4 minutes 28 secondes.
- 2011 : Thodi Der Ke Liye Mere Ho Jao. 4 minutes.
- 2011 : Jhumka Gira Re. 4 minutes 24 secondes.
- 2011 : Ina Mina Dika. 4 minutes 21 secondes.
- 2011 : Hum Tere Bin Jee Na Sakenge. 4 minutes 6 secondes.
- 2011 : Haule Haule Chalo Mere Saajna. 5 minutes 12 secondes.
- 2011 : Hare Kanch Ki Chooriyan. 4 minutes 43 secondes.
- 2011 : Hone Lagi Hai Raat Jawan. 6 minutes 15 secondes.
- 2011 : Chura Liya Hai Tumne Jo Dil Ko. 6 minutes 48 secondes.
- 2011 : Apne Dil Mein Jagah Dijiye. 5 minutes 24 secondes.
- 2011 : Chain Se Humko Kabhi. 4 minutes 8 secondes.
- 2012 : Revolution. 1 heure 33 minutes.
- 2012 : Filmeur filmé filmant. 5 minutes.
- 2012 : Les Malheurs de Raoul Walsh. 10 minutes.
- 2012 : Bande-annonce de Philippe Garrel à Digne (Premier voyage). 4 min.
- 2012 : Bande-annonce de Philippe Garrel à Digne (Second voyage). 3 min.
- 2012 : La Flamme. 1 heure 10 minutes.
- 2012 : Master Class. 2 heures 17 minutes.
- 2012 : Oui, Monsieur Abbas Kiarostami, ceci aurait pu être votre Cinématon. 4 minutes.
- 2012 : Sara. 4 minutes 24 secondes.
- 2012 : Dubaï for ever. 1 heure 41 minutes.
- 2012 : Autopsie d'une interview à Dubaï. 1 heure 6 minutes.
- 2012 : Des Cinématon dans le désert. 1 heure 21 minutes.
- 2012 : Salah Sermini explique et analyse les Cinématon à Dubaï. 1 heure 6 minutes.
- 2012 : Salah Sermini, Cinématon et Dubaï 1 heure 44 minutes.
- 2012 : Abbas Kiarostami à Dubaï. 1 heure 8 minutes.
- 2012 : La Cérémonie de clôture du Gulf Film Festival de Dubaï. 44 minutes.
- 2012 : 5 Jours à Buenos Aires : premier et deuxième jour. 1 heure 41 minutes.
- 2012 : 5 Jours à Buenos Aires : troisième jour. 1 heure 48 minutes.
- 2012 : 5 Jours à Buenos Aires : quatrième et cinquième jour. 1 heure 21 minutes.
- 2012 : Sang, sueur et or noir à Bakou. 5 minutes.
- 2012 : In Memoriam Marcel Hanoun. 5 minutes.
- 2012 : In Memoriam Marilyn. 3 minutes.
- 2012 : La Nuit claire de Marcel Hanoun par Gérard Courant. 12 minutes.
- 2012 : Les funérailles de Marcel Hanoun au Père-Lachaise à Paris. 29 minutes.
- 2012 : Pourquoi préserver un espace vert quand on peut bétonner ? 14 minutes.
- 2012 : Compression Le bonheur d’Alexandre Medvedkine. 3 minutes 30 secondes.
- 2012 : Le Cœur d'une année. 1 heure 54 minutes.
- 2012 : Conversation avec Nanako Tsukidate. 1 heure 53 minutes.
- 2012 : Toussaint en Bourgogne. 1 heure.
- 2012 : Compression Finis terrae de Jean Epstein. 3 minutes.
- 2012 : Compression The Birth of a Nation de David W. Griffith. 7 minutes.
- 2012 : Compression La Jeune Fille au carton à chapeau de Boris Barnet. 3 minutes.
- 2012 : Compression Ivan le Terrible Partie I de Sergueï Eisenstein. 4 minutes.
- 2012 : Compression Ivan le Terrible Partie II de Sergueï Eisenstein. 3 minutes.
- 2012 : Le Marcheur de Pise. 1 heure 2 minutes.
- 2012 : Pascal Pistone met en musique 20 Cinématon au cinéma Lanteri de Pise. 1 heure 25 minutes.
- 2012 : Le Tour de Pise). 59 minutes.
- 2012 : Escapade en Toscane. 1 heure 34 minutes.
- 2012 : Retour à Dubaï. 1 heure 30 minutes.
- 2012 : La Cérémonie d'ouverture du Dubaï International Film Festival. 1 heure 35 minutes.
- 2012 : Vive Dubaï. 1 heure 34 minutes.
- 2012 : Mission à Dubaï. 1 heure 15 minutes.
- 2012 : La Cérémonie de clôture du Dubaï International Film Festival. 1 heure 41 minutes.
- 2012 : La Traversée de Dubaï. 1 heure 13 minutes.
- 2012 : Une nuit à Dubaï. 1 heure.
- 2012 : Straub Godard : Nordon se rebiffe. 1 heure 39 minutes.
- 2012 : Étoiles ivres. 40 minutes.
- 2012 : Naina Hain Pyase Mere. 4 minutes.
- 2012 : Sapna Mera Toot Gaya. 5 minutes.
- 2012 : Chhum Chuum Ghungroo Bole. 4 minutes 29 secondes.
- 2012 : Aaiye Meherbaan. 5 minutes.
- 2012 : Un Cinématon vaut mieux deux que tu l’auras. 4 minutes.
- 2013 : BB + BB. 1 heure 33 minutes.
- 2013 : BB + Marilyn = Vadim + Preminger. 1 heure 33 minutes.
- 2013 : BB + Marilyn = Godard + Preminger. 1 heure 33 minutes.
- 2013 : Qui donc t’a frappé ?. 50 minutes.
- 2013 : L’Étendue et le Temps. 29 minutes.
- 2013 : Dernière vague. 1 heure 43 minutes.
- 2013 : Ecce Terra. 1 heure 30 minutes.
- 2013 : Joseph Morder tourne La Duchesse de Varsovie. 1 heure 25 minutes.
- 2013 : Marches bourguignonnes : Semur-en-Auxois, Dijon, Avallon. 1 heure 31 minutes.
- 2013 : Promenade dans les lieux de mes vacances enfantines bourcaines. 45 minutes.
- 2013 : Promenade dans les lieux de mes vacances enfantines valentinoises. 1 heure 4 minutes.
- 2013 : Notes Lyonnaises IV (2012-2013). 2 heures 9 minutes.
- 2013 : Seulement Lyon. 1 heure 4 minutes.
- 2013 : Compression Die Nibelungen Partie I Siegfried de Fritz Lang. 6 minutes.
- 2013 : Compression Die Nibelungen Partie II Kriemhilds rache de Fritz Lang. 5 minutes.
- 2013 : Compression Sunrise de Friedrich Wilhelm Murnau. 4 minute.
- 2013 : Compression Du skal aere din hustru de Carl Theodor Dreyer. 5 minutes.
- 2013 : Compression Olympia Partie I Fest der völker de Leni Riefenstahl. 5 minutes.
- 2013 : Compression Olympia Partie II Fest der schönheit de Leni Riefenstahl. 4 minutes.
- 2013 : Compression Le roman d'un tricheur de Sacha Guitry. 3 minutes.
- 2013 : Compression Le Trou de Jacques Becker. 5 minutes.
- 2013 : Compression Tih Minh de Louis Feuillade. 17 minutes.
- 2013 : Vive Groland (Journal du FIFIGROT 2013). 1 heure 43 minutes.
- 2013 : Visite officielle avec parade du Président Grolandais Salengro à Toulouse. 1 heure 16 minutes.
- 2013 : La Cérémonie de clôture du FIFIGROT 2013. 1 heure 33 minutes.
- 2013 : Une plage, un concours, une cérémonie et Zoé Chantre. 1 heure 17 minutes.
- 2013 : Vincent Dieutre et Sacha Guitry à Olonne-sur-mer. 1 heure 15 minutes.
- 2013 : Ari et Alain. 4 min.
- 2013 : Ari Boulogne X 3. 4 min.
- 2013 : Ari Boulogne à Fontenay-aux-Roses. 4 min.
- 2013 : Ceci n'est pas le Cinématon de Vincent Nordon. 4 minutes.
- 2013 : Lyon, autopsie d’une grande ville, 18 épisodes : inventaire des rues du 1er arrondissement (1 heure 27), inventaire des rues du 2e arrondissement (1 heure 12), inventaire des rues du 3e arrondissement) (2 heures 7), inventaire des rues du 4e arrondissement (1 heure 5), inventaire des rues du 5e arrondissement (1 heure 25), inventaire des rues du 6e arrondissement (59 minutes), inventaire des rues du 7e arrondissement (1 heure 35), inventaire des rues du 8e arrondissement (1 heure 35), inventaire des rues du 9e arrondissement (1 heure 43), inventaire des places, squares, parcs et jardins du 1er arrondissement (21 minutes), inventaire des places, squares, parcs et jardins du 2e arrondissement (21 minutes), inventaire des places, squares, parcs et jardins du 3e arrondissement (26 minutes), inventaire des places, squares, parcs et jardins du 4e arrondissement (18 minutes), inventaire des places, squares, parcs et jardins du 5e arrondissement (30 minutes), inventaire des places, squares, parcs et jardins du 6e arrondissement (14 minutes), inventaire des places, squares, parcs et jardins du 7e arrondissement (24 minutes), inventaire des places, squares, parcs et jardins du 8e arrondissement (21 minutes), inventaire des places, squares, parcs et jardins du 9e arrondissement (23 minutes).
- 2014 : Compression L’Amour fou de Jacques Rivette. 10 minutes.
- 2014 : Compression Le Soulier de satin de Manoel de Oliveira. 17 minutes.
- 2014 : Compression La Maman et la putain de Jean Eustache. 9 minutes.
- 2014 : Compression L'Arbre mort de Joseph Morder. 4 minutes.
- 2014 : Compression de Retour à Nice. 4 minutes.
- 2014 : Compression de Sous le ciel de Nice. 3 minutes.
- 2014 : Compression Playtime de Jacques Tati. 5 min.
- 2014 : Compression Un condamné à mort s’est échappé de Robert Bresson. 4 min.
- 2014 : Compression India Song de Marguerite Duras. 5 min.
- 2014 : Compression La Dérive de Paula Delsol. 4 min.
- 2014 : Compression La Pointe courte d’Agnès Varda. 3 min 30 s.
- 2014 : Compression Les Anges du péché de Robert Bresson. 4 min.
- 2014 : Compression Les Dames du bois de Boulogne de Robert Bresson. 4 min.
- 2014 : Compression Agatha et les lectures illimitées de Marguerite Duras. 4 minutes.
- 2014 : Compression L'Année dernière à Marienbad d'Alain Resnais. 4 minutes.
- 2014 : Compression Le Charme discret de la bourgeoisie de Luis Buñuel. 4 minutes.
- 2014 : Hivers. 1 heure 41 minutes.
- 2014 : Hivers (Carnet filmé : 21 décembre 2013 - 23 février 2014). 1 heure 41 minutes.
- 2014 : Compression Piège de Jacques Baratier. 2 minutes 30 secondes.
- 2014 : Compression Les Idoles de Marc'O. 3 minutes 30 secondes.
- 2014 : Compression La Salamandre d’Alain Tanner. 4 minutes.
- 2014 : Compression Tricheurs de Barbet Schroeder. 4 minutes.
- 2014 : Compression Le Pont du Nord de Jacques Rivette. 5 minutes.
- 2014 : Compression Duelle de Jacques Rivette. 5 minutes.
- 2014 : Bande-annonce de Cinématon. 4 minutes.
- 2014 : Lâzward. 1 heure 20 minutes.
- 2014 : Les Aventures d’Eddie Turley IV. 1 heure 30 minutes.
- 2014 : Dans la fraîcheur des brumes orgueilleuses. 1 heure 9 minutes.
- 2014 : Vincent Nordon, les intellectuels et le cinéma. 1 heure 19 minutes.
- 2014 : Maîtres et mystères. 1 heure 14 minutes.
- 2014 : N'aurai-je aucun salut de toi ?. 48 minutes.
- 2014 : Pâques en Rhône-Alpes. 1 heure 55 minutes.
- 2014 : Les Chutes de Semur-en-Auxois. 1 heure 4 minutes.
- 2014 : Les Fantômes de Vincent Nordon. 2 heures 2 minutes.
- 2014 : Andy Warhol, Gregory Markopoulos et Cinématon au Jeu de Paume. 47 minutes.
- 2014 : Raphaël Bassan présente son livre « Cinéma expérimental Abécédaire pour une contre-culture ». 50 minutes.
- 2014 : Rencontre avec Joseph Morder à la boutique Potemkine pour la ressortie en DVD de « El Cantor ». 30 minutes.
- 2014 : Inventaire filmé des rues et places de Semur-en-Auxois. 1 heure 24 minutes.
- 2014 : Kali. 1 heure 17 minutes.
- 2014 : Sarasvati. 1 heure 25 minutes.
- 2014 : L'Agonie des arabesques. 5 minutes.
- 2014 : Les Aventures d'Eddie Turley V. 1 heure 30 minutes.
- 2014 : Les Chutes de Semur-en-Auxois. 1 heure 4 minutes.
- 2014 : On dirait qu'il va faire beau. 1 heure 43 minutes.
- 2014 : Compression Le Navire Night de Marguerite Duras. 4 minutes.
- 2014 : Compression Aurélia Steiner (Vancouver) de Marguerite Duras. 2 minutes 30 secondes.
- 2014 : Compression Césarée de Marguerite Duras. 1 minute.
- 2014 : Compression Les Mains négatives de Marguerite Duras. 1 minute.
- 2014 : Compression Nathalie Granger de Marguerite Duras. 3 minutes 30 secondes.
- 2014 : Compression Les Enfants de Marguerite Duras. 4 minutes.
- 2014 : Compression Hiroshima mon amour de Alain Resnais. 4 minutes.
- 2014 : Compression Nuit et brouillard de Alain Resnais. 2 minutes.
- 2014 : Compression Muriel de Alain Resnais. 5 minutes.
- 2014 : Compression La Guerre est finie de Alain Resnais. 5 minutes.
- 2014 : Compression Je t’aime, je t’aime de Alain Resnais. 4 minutes.
- 2014 : L’Humour fou de Jacques Rivette. 2 minutes.
- 2014 : Le Cinématon pirate de Nelly Kaplan. 4 minutes.
- 2014 : L'Autre Cinématon pirate de Nelly Kaplan. 4 minutes.
- 2014 : L'Annexion de l'Occitanie par Groland (Journal du FIFIGROT 2014). 1 heure 54 minutes.
- 2014 : Fanchon Daemers chante la révolte et l'insoumission au FIFIGROT 2014. 1 heure 44 minutes.
- 2014 : La Parade du Président Salengro à Toulouse pour célébrer l'annexion de l'Occitanie par Groland. 1 heure 17 minutes.
- 2014 : Polar à Groland. 1 heure 1 minutes.
- 2014 : La Conférence de presse et la cérémonie de clôture du FIFIGROT 2014. 1 heure 12 minutes.
- 2014 : Octobre 2014 à Paris. 1 heure 53 minutes.
- 2014 : Le Voyage à Milan. 1 heure 1 minute.
- 2014 : Les Cinématons à Milan. 1 heure 23 minutes.
- 2014 : Au service de Jean-Christophe Averty mode Jarry. 1 heure 7 minutes.
- 2014 : Au service de Jean-Christophe Averty mode Shakespeare. 1 heure 7 minutes.
- 2014 : L'Automne en fuite. 1 heure 10 minutes.
- 2014 : Vincent Nordon de Selongey. 29 minutes.
- 2015 : Compression Whirlpool de Otto Preminger. 4 minutes 11 secondes.
- 2015 : Compression The Razor’s Edge d’Edmund Goulding. 6 minutes 1 seconde.
- 2015 : Compression Strange Bedfellows de Melvin Frank. 4 minutes 25 secondes.
- 2015 : Compression The Return of Frank James de Fritz Lang. 4 minutes 1 secondes.
- 2015 : Compression Belle Starr de Irving Cummings. 3 minutes 56 secondes.
- 2015 : Compression Sundown de Henry Hathaway. 3 minutes 55 secondes.
- 2015 : Compression Tobacco Road de John Ford. 3 minutes 42 secondes.
- 2015 : Compression The Shangai Gesture de Josef von Sternberg. 4 minutes 14 secondes.
- 2015 : Compression Hudson’s Bay de Irving Pichel. 4 minutes 4 secondes.
- 2015 : Compression Four Men in the Raft de Orson Welles. 2 minutes 19 secondes.
- 2015 : Compression Rings on Her Fingers de Rouben Mamoulian. 3 minutes 55 secondes.
- 2015 : Compression Son of Fury:The Story of Benjamin Blake de John Cromwell. 4 minutes 14 secondes.
- 2015 : Compression Thunder Birds de William A. Wellman. 3 minutes 35 secondes.
- 2015 : Compression China Girl de Henry Hathaway. 4 minutes 7 secondes.
- 2015 : Compression Ossessione de Luchino Visconti. 5 minutes 50 secondes.
- 2015 : Compression Heaven Can Wait de Ernst Lubitsch. 4 minutes 16 secondes.
- 2015 : Compression Laura de Otto Preminger. 3 minutes 48 secondes.
- 2015 : Compression Roma città aperta de Roberto Rossellini. 4 minutes 23 secondes.
- 2015 : Compression A Bell For Adano de Henry King. 4 minutes 37 secondes.
- 2015 : Compression Leave Her to Heaven de John Stahl. 4 minutes 41 secondes.
- 2015 : Compression L’elisir d’amore de Mario Costa. 3 minutes 38 secondes.
- 2015 : Compression Sciuscià de Vittorio De Sica. 3 minutes 39 secondes.
- 2015 : Compression Paisà de Roberto Rossellini. 5 minutes 17 secondes.
- 2015 : Compression Dragonwyck de Joseph L. Mankiewicz. 4 minutes 25 secondes.
- 2015 : Compression The Pleasure Seekers de Jean Negulesco. 4 minutes 44 secondes.
- 2015 : Compression Way of a Gaucho de Jacques Tourneur. 3 minutes 56 secondes.
- 2015 : Compression Il delitto di Giovanni Episcopo d’Alberto Lattuada. 3 minutes 59 secondes.
- 2015 : Compression L’onorevole Angelina de Luigi Zampa. 3 minutes 58 secondes.
- 2015 : Compression A Man About the House de Leslie Arliss. 4 minutes 29 secondes.
- 2015 : Compression The Ghost and Mrs. Muir de Joseph L. Mankiewicz. 4 minutes 34 secondes.
- 2015 : Compression Pagliacci de Mario Costa. 3 minutes 10 secondes.
- 2015 : Compression Follie per l’opera de Mario Costa. 4 minutes 12 secondes.
- 2015 : Compression Ladri di biciclette de Vittorio De Sica. 4 minutes 1 seconde.
- 2015 : Compression La terra trema de Luchino Visconti. 6 minutes 35 secondes.
- 2015 : Compression Germania anno zero de Roberto Rossellini. 3 minutes 17 secondes.
- 2015 : Compression La città dolente de Mario Bonnard. 4 minutes 25 secondes.
- 2015 : Compression That Wonderful Urge de Robert B. Sinclair. 3 minutes 42 secondes.
- 2015 : Compression The Iron Curtain de William A. Wellman. 3 minutes 46 secondes.
- 2015 : Compression Campane a martello de Luigi Zampa. 3 minutes 51 secondes.
- 2015 : Compression La sposa non può attendere de Gianni Franciolini. 3 minutes 26 secondes.
- 2015 : Compression Riso amaro de Giuseppe De Santis. 4 minutes 38 secondes.
- 2015 : Compression Cielo sulla palude de Augusto Genina. 4 minutes 37 secondes.
- 2015 : Compression Black Widow de Nunnally Johnson. 4 minutes 16 secondes.
- 2015 : Compression Cuori senza frontiere de Luigi Zampa. 3 minutes 42 secondes.
- 2015 : Compression Miss Italia de Duilio Coletti. 3 minutes 56 secondes.
- 2015 : Compression Vita da cani de Mario Monicelli et Steno. 4 minutes 26 secondes.
- 2015 : Compression Stromboli (Terra di Dio) de Roberto Rossellini. 4 minutes 32 secondes.
- 2015 : Compression Luci del varietà de Federico Fellini et Alberto Lattuada. 4 minutes 11 secondes.
- 2015 : Compression Alina de Giorgio Pàstina. 3 minutes 46 secondes.
- 2015 : Compression Night and the City de Jules Dassin. 4 minutes 8 secondes.
- 2015 : Compression Where the Sidewalk Ends de Otto Preminger. 4 minutes 6 secondes.
- 2015 : Compression Achtung ! Banditi ! de Carlo Lizzani. 4 minutes 22 secondes.
- 2015 : Compression Miracolo a Milano de Vittorio De Sica. 4 minutes 7 secondes.
- 2015 : Compression Enrico Caruso, leggenda di una voce de Giacomo Gentilomo. 4 minutes 24 secondes.
- 2015 : Compression La città si difende de Pietro Germi. 3 minutes 30 secondes.
- 2015 : Compression The Mating Season de Mitchell Leisen. 4 minutes 21 secondes.
- 2015 : Compression On the Riviera de Walter Lang. 4 minutes 2 secondes.
- 2015 : Compression The Secret of Convict Lake de Michael Gordon. 3 minutes 39 secondes.
- 2015 : Compression Close to My Heart de William Keighley. 4 minutes 3 secondes.
- 2015 : Compression Fanfan la tulipe de Christian-Jaque. 4 minutes 16 secondes.
- 2015 : Compression Altri tempi d’Alessandro Blasetti. 5 minutes 18 secondes.
- 2015 : Compression Les Belles de nuit de René Clair. 3 minutes 44 secondes.
- 2015 : Compression Moglie per una notte de Mario Camerini. 3 minutes 45 secondes.
- 2015 : Compression Totò a colori de Steno. 4 minutes 10 secondes.
- 2015 : Compression Lo sceicco bianco de Federico Fellini. 3 minutes 55 secondes.
- 2015 : Compression Plymouth Adventure de Clarence Brown. 4 minutes 25 secondes.
- 2015 : Compression Beat the Devil de John Huston. 4 minutes 2 secondes.
- 2015 : Compression La Provinciale de Mario Soldati. 4 minutes 50 secondes.
- 2015 : Compression Le Infedeli de Mario Monicelli et Steno. 4 minutes 18 secondes.
- 2015 : Compression Pane, amore e fantasia de Luigi Comencini. 4 minutes 6 secondes.
- 2015 : Compression I vitelloni de Federico Fellini. 4 minutes 36 secondes.
- 2015 : Compression Never Let Me Go de Delmer Daves. 3 minutes 56 secondes.
- 2015 : Compression Personal Affair de Anthony Pelissier. 3 minutes 33 secondes.
- 2015 : Compression Pane, amore et gelosia de Luigi Comencini. 4 minutes 12 secondes.
- 2015 : Compression La Romana de Luigi Zampa. 4 minutes.
- 2015 : Compression Viaggio in Italia de Roberto Rossellini. 3 minutes 38 secondes.
- 2015 : Compression Il maestro di don Giovanni de Milton Kris. 3 minutes 52 secondes.
- 2015 : Compression Le Grand jeu de Robert Siodmak. 4 minutes 22 secondes.
- 2015 : Compression Boum sur Paris de Maurice de Canonge. 4 minutes 2 secondes.
- 2015 : Compression The Egyptian de Michael Curtiz. 5 minutes 49 secondes.
- 2015 : Compression La donna più bella del mondo de Robert Z. Leonard. 4 minutes 45 secondes.
- 2015 : Compression The Left Hand of God de Edward Dmytryk. 3 minutes 49 secondes.
- 2015 : Compression Notre-Dame de Paris de Jean Delannoy. 5 minutes 3 secondes.
- 2015 : Compression Trapeze de Carol Reed. 4 minutes 30 secondes.
- 2015 : Compression Anna di Brooklyn de Vittorio De Sica et Carlo Lastricati. 4 minutes 22 secondes.
- 2015 : Compression Portrait of Gina de Orson Welles. 1 minute 30 secondes.
- 2015 : Compression Solomon and Sheba de King Vidor. 5 minutes 53 secondes.
- 2015 : Compression Never so Few de John Sturges. 5 minutes 14 secondes.
- 2015 : Compression La Loi de Jules Dassin. 5 minutes 18 secondes.
- 2015 : Compression Go Naked in the World de Ranald MacDougall et Charles Walters. 4 minutes 35 secondes.
- 2015 : Compression Come September (Rendez-vous de septembre) de Robert Mulligan. 4 minutes 49 secondes.
- 2015 : Compression La bellezza di ippolita de Giancarlo Zagni. 3 minutes 54 secondes.
- 2015 : Compression Advise and Consent de Otto Preminger. 5 minutes 46 secondes.
- 2015 : Compression Mare matto de Renato Castellani. 4 minutes 52 secondes.
- 2015 : Compression Vénus impériale de Jean Delannoy. 5 minutes 48 secondes.
- 2015 : Compression Woman of Straw de Basil Dearden. 4 minutes 54 secondes.
- 2015 : Compression Le bambole de Dino Risi, Franco Rossi, Luigi Comencini et Mauro Bolognini. 4 minutes 37 secondes.
- 2015 : Compression Le piacevoli notti de Armando Crispino et Luciano Lucignani. 5 minutes.
- 2015 : Compression Io, io, io... e gli altri de Alessandro Blasetti. 4 minutes 33 secondes.
- 2015 : Compression Les Sultans de Jean Delannoy. 4 minutes 9 secondes.
- 2015 : Compression Buona sera, Mrs. Campbell de Melvin Frank. 4 minutes 48 secondes.
- 2015 : Compression Les Aventures extraordinaires de Cervantes de Vincent Sherman. 5 minutes 16 secondes.
- 2015 : Compression The Private Navy of Sgt. O’Farrell de Frank Tashlin. 4 minutes 11 secondes.
- 2015 : Compression Un bellesimo novembre de Mauro Bolognini. 3 minutes 58 secondes.
- 2015 : Compression La morte ha fatto l’uovo de Giulio Questi. 3 minutes 51 secondes.
- 2015 : Compression El hombre de Rio Malo de Gene Martin. 3 minutes 53 secondes.
- 2015 : Compression King, Queen, Knave de Jerzy Skolimowski. 4 minutes 8 secondes.
- 2015 : Compression Le avventure di Pinocchio de Luigi Comencini (version cinéma). 5 minutes 34 secondes.
- 2015 : Compression Le avventure di Pinocchio de Luigi Comencini (version série TV). 13 minutes 16 secondes.
- 2015 : Compression Les Cent et Une Nuits de Simon Cinéma d’Agnès Varda. 4 minutes 28 secondes.
- 2015 : Compression Box Office 3D – Il film dei film de Ezio Greggio. 4 minutes 32 secondes.
- 2015 : Le Cinéma Le Trianon de Verneuil-sur-Avre célèbre Juliet Berto. 49 minutes.
- 2015 : Valence-Burzet-Valence. 40 minutes.
- 2015 : Mais d'où viens-tu donc ?. 1 heure 7 minutes.
- 2015 : La Cinémathèque de Bourgogne présente Ladislas Starewitch. 1 heure 9 minutes.
- 2015 : La Cinémathèque de Bourgogne montre Ladislas Starewitch au cinéma Eldorado de Dijon. 55 minutes.
- 2015 : Hervé Aubron analyse Ladislas Starewitch. 1 heure 14 minutes.
- 2015 : La conservation et la restauration des films de Ladislas Starewitch. 1 heure 30 minutes.
- 2015 : Jean Douchet et Hervé Aubron dialoguent sur Ladislas Starewitch. 1 heure 22 minutes.
- 2015 : Jacques Cambra met en musique Ladislas Starewitch. 1 heure 31 minutes.
- 2015 : Jean Douchet analyse Vampyr de Carl Theodor Dreyer au cinéma Eldorado de Dijon. 42 minutes.
- 2015 : La Famille Starewitch en Bourgogne. 1 heure 11 minutes.
- 2015 : L'Inventaire filmé des rues du 7ème arrondissement de Lyon à la Maison Internationale des Langues et des Cultures de Lyon. 1 heure 24 minutes.
- 2015 : Printemps capricieux. 1 heure 32 minutes.
- 2015 : L'Homme atlantique de Marguerite Duras à Pantin. 44 minutes.
- 2015 : L'Inventaire filmé des rues du 2ème arrondissement de Lyon aux Archives Municipales de Lyon. 55 minutes.
- 2015 : Canicule à Lyon. 1 heure 13 minutes.
- 2015 : Été studieux. 1 heure 31 minutes.
- 2015 : Nicoletta Braschi et Roberto Benigni. 4 minutes.
- 2015 : Jean-Marie Straub et Danièle Huillet. 4 minutes.
- 2015 : Joseph Morder X 5 Cinématons I. 4 minutes.
- 2015 : Joseph Morder X 5 Cinématons II. 4 minutes.
- 2015 : Salah Sermini X 3 Cinématons I. 4 minutes.
- 2015 : Salah Sermini X 3 Cinématons II. 4 minutes.
- 2015 : Gérard Courant X 2 Cinématons I. 4 minutes.
- 2015 : Gérard Courant X 2 Cinématons II. 4 minutes.
- 2015 : Compression Aurélia Steiner (Melbourne) de Marguerite Duras. 1 minute 30 secondes.
- 2015 : Le Cinématon que j'ai failli faire de Benoît Poelvoorde. 4 minutes.
- 2015 : Le Cinématon que j'aurais dû faire de Benoît Poelvoorde. 2 minutes.
- 2015 : Le Cinématon que je n'ai pas fait de Benoît Poelvoorde. 3 minutes.
- 2015 : Cher André S. Labarthe (Coréalisation : Jean Douchet). 5 minutes.
- 2015 : Jean-Henri Meunier, Jean-Marc Rouillan et Noël Godin mettent le feu au FIFIGROT 2015. 21 minutes.
- 2015 : Benoît Poelvoorde à la conférence de presse du FIFIGROT 2015. 46 minutes.
- 2015 : Le Bain de foule du Président Grolandais Salengro à Toulouse pour la distribution des eugros au peuple Groccitan. 1 heure 38 minutes.
- 2015 : Benoît Poelvoorde à la cérémonie de clôture du FIFIGROT 2015. 36 minutes.
- 2015 : Voyage en Groccitanie (Journal du FIFIGROT 2015). 1 heure 54 minutes.
- 2015 : Samawah Year Zero I (version anglaise). 4 minutes.
- 2015 : Samawah, Year Zero I (version arabe). 4 minutes.
- 2015 : Samawah, Year Zero II (version anglaise). 4 minutes.
- 2015 : Samawah, Year Zero II (version arabe). 4 minutes.
- 2015 : Samawah, Year Zero III (version anglaise). 4 minutes.
- 2015 : Samawah, Year Zero III (version arabe). 4 minutes.
- 2015 : Compression Détruire dit-elle de Marguerite Duras. 4 minutes.
- 2015 : Compression Le Camion de Marguerite Duras. 4 minutes.
- 2015 : Compression Le Petit soldat de Jean-Luc Godard. 4minutes.
- 2015 : Compression Une femme est une femme de Jean-Luc Godard. 4 minutes.
- 2015 : Compression Les Carabiniers de Jean-Luc Godard. 4 minutes.
- 2015 : Compression Bande à part de Jean-Luc Godard. 4 minutes.
- 2015 : Compression Une femme mariée de Jean-Luc Godard. 4 minutes.
- 2015 : Compression Pierrot le fou de Jean-Luc Godard. 4 minutes.
- 2015 : Compression Masculin féminin de Jean-Luc Godard. 4 minutes.
- 2015 : Compression Made In USA de Jean-Luc Godard. 4 minutes.
- 2015 : Compression La Chinoise de Jean-Luc Godard. 4 minutes.
- 2015 : Compression Week-end de Jean-Luc Godard. 4 minutes.
- 2015 : L'Âge d'or de Jean-Luc Godard. 57 minutes.
- 2015 : Non omnis moriar. 54 minutes.
- 2015 : Compression Casque d'Or de Jacques Becker. 4 minutes.
- 2015 : Philippe Garrel vu par Jackie Raynal, Philippe Azoury et moi. 1 heure 14 minutes.
- 2015 : L'Exposition Philippe Garrel au MMCA de Séoul. 27 minutes.
- 2015 : Voyage à Séoul à l'occasion d'une rétrospective des films de Philippe Garrel. 1 heure 58 minutes.
- 2015 : Philippe Garrel à Séoul (Première Master Class). 2 heures 34 minutes.
- 2015 : Philippe Garrel à Séoul (Seconde Master Class). 3 heures 30 minutes.
- 2016 : Compression Lucia di Lammermoor de Piero Ballerini. 4 minutes.
- 2016 : Compression La Femme du Gange de Marguerite Duras. 4 minutes.
- 2016 : Jean Douchet et Philippe Garrel, la rencontre de Dijon. 1 heure 6 minutes.
- 2016 : Compression Nostalghia d'Andreï Tarkovski. 5 minutes.
- 2016 : Compression Baxter, Vera Baxter de Marguerite Duras. 4 minutes.
- 2016 : Ex tenebris lux. 49 minutes.
- 2016 : Qui lui dit sa route ?. 1 heure 5 minutes.
- 2016 : Compression Amor non ho... pero... pero de Giorgio Bianchi. 4 minutes.
- 2016 : Compression The Ten Commandments de Cecil B. DeMille (version muette). 6 minutes.
- 2016 : Compression The King of Kings de Cecil B. DeMille. 7 minutes.
- 2016 : Compression Carmen de Cecil B. DeMille. 3 minutes.
- 2016 : Compression A Ticket to Tomahawk de Richard Sale. 3 minutes 56 secondes.
- 2016 : Compression Home Town Story de Arthur Pierson. 2 minutes 53 secondes.
- 2016 : Compression O. Henry’s Full House (sketch : The Cop and the Anthem) de Henry Koster. 1 minute 17 secondes.
- 2016 : Compression Scudda Hoo! Scudda Hay! de F. Hugh Herbert. 3 minutes.
- 2016 : Compression Monkey Business de Howard Hawks. 4 minutes 10 secondes.
- 2016 : Compression All about Eve de Joseph L. Mankiewicz. 5 minutes 45 secondes.
- 2016 : Compression The Asphalt Jungle de John Huston. 4 minutes 45 secondes.
- 2016 : Compression Let’s Make It Legal de Richard Sale. 3 minutes 24 secondes.
- 2016 : Compression As Young As You Feel de Harmon Jones. 3 minutes 24 secondes.
- 2016 : Compression Love Nest de Joseph M. Newman. 3 minutes 42 secondes.
- 2016 : Compression Love Happy de David Miller. 4 minutes 6 secondes.
- 2016 : Compression Dangerous Years de Arthur Pierson. 2 minutes 54 secondes.
- 2016 : Compression Paulina s’en va d’André Téchiné. 3 minutes 43 secondes.
- 2016 : Compression Céline et Julie vont en bateau de Jacques Rivette. 7 minutes 53 secondes.
- 2016 : Compression Paris vu par de J. Douchet, J. Rouch, J.-D. Pollet, É. Rohmer, J.-L. Godard, C. Chabrol. 4 minutes 7 secondes.
- 2016 : Compression Mariage de Claude Lelouch. 4 minutes 13 secondes.
- 2016 : Compression Personne ne m’aime de Marion Vernoux. 4 minutes 11 secondes.
- 2016 : Compression Georges qui ? de Michèle Rosier. 4 minutes 43 secondes.
- 2016 : Compression Quelque part quelqu’un de Yannick Bellon. 4 minutes 12 secondes.
- 2016 : Compression Jamais plus toujours de Yannick Bellon. 3 minutes 32 secondes.
- 2016 : Compression Projection privée de François Leterrier. 4 minutes 6 secondes.
- 2016 : Compression Die Dritte Generation de Rainer Werner Fassbinder. 4 minutes 38 secondes.
- 2016 : Compression Belle toujours de Manoel de Oliveira. 3 minutes 5 secondes.
- 2016 : Compression Rendez-vous à Bray d’André Delvaux. 3 minutes 52 secondes.
- 2016 : Compression Le Gang des otages d’Édouard Molinaro. 3 minutes 55 secondes.
- 2016 : Compression Nord de Xavier Beauvois. 4 minutes 15 secondes.
- 2016 : Compression Candy Mountain de Robert Frank et Rudy Wurlitzer. 3 minutes 56 secondes.
- 2016 : Compression Sérail d’Eduardo de Gregorio. 3 minutes 47 secondes.
- 2016 : Compression La Mémoire courte d’Eduardo de Gregorio. 4 minutes 31 secondes.
- 2016 : Compression La Vallée de Barbet Schroeder. 4 minutes 30 secondes.
- 2016 : Compression La Bande des quatre de Jacques Rivette. 6 minutes 40 secondes.
- 2016 : Compression Nuit de chien de Werner Schroeter. 5 minutes 7 secondes.
- 2016 : Compression Au cœur du mensonge de Claude Chabrol. 4 minutes 47 secondes.
- 2016 : Compression N’oublie pas que tu vas mourir de Xavier Beauvois. 5 minutes 7 secondes.
- 2016 : Compression Bord de mer de Julie Lopes-Curval. 3 minutes 57 secondes.
- 2016 : Compression Deux de Werner Schroeter. 5 minutes 8 secondes.
- 2016 : Compression Bienvenue au gîte de Claude Duty. 4 minutes 33 secondes.
- 2016 : Compression Toutes ces belles promesses de Jean-Paul Civeyrac. 3 minutes 41 secondes.
- 2016 : Compression Irma Vep d’Olivier Assayas. 4 minutes 14 secondes.
- 2016 : Compression Les Petits ruisseaux de Pascal Rabaté. 3 minutes 23 secondes.
- 2016 : Compression Out 1 : Noli me tangere de Jacques Rivette. 30 minutes 8 secondes.
- 2016 : Compression Maîtresse de Barbet Schroeder. 4 minutes 46 secondes.
- 2016 : Compression Les Stances à Sophie de Moshé Mizrahi. 4 minutes 12 secondes.
- 2016 : Compression Accattone de Pier Paolo Pasolini. 5 minutes 7 secondes.
- 2016 : Compression Clash by Night de Fritz Lang. 4 minutes 26 secondes.
- 2016 : Compression Che cosa sono le nuvole de Pier Paolo Pasolini. 1 minute 17 secondes.
- 2016 : Compression Hôtel du paradis de Jana Bokova. 4 minutes 46 secondes.
- 2016 : Compression Claro de Glauber Rocha. 4 minutes 44 secondes.
- 2016 : Le Cœur de Lyon. 1 heure 3 minutes.
- 2016 : L’Air de Lyon. 1 heure.
- 2016 : Lyon au mois d’août. 1 heure 33 minutes.
- 2016 : Le Faux Cinématon de Yolande Moreau et le vrai hommage à Christophe Salengro. 4 minutes.
- 2016 : Censure et cinéma. 1 heure 50 minutes.
- 2016 : Visite officielle avec parade des candidats présidentiels Nano Sarko et François Groland au FIFIGROT 2016. 1 heure 20 minutes.
- 2016 : Le Grand absent (Journal du FIFIGROT 2016). 2 heures 20 minutes.
- 2016 : La Cérémonie de clôture du FIFIGROT 2016. 30 minutes.
- 2016 : Compression The Birds de Alfred Hitchcock. 5 minutes.
- 2016 : Compression The Mighty Peking Man de Ho Meng-hua. 3 minutes 55 secondes.
- 2016 : Compression La Femme et le pantin de Julien Duvivier. 4 minutes 22 secondes.
- 2016 : Compression Babette s’en va-t-en guerre de Christian-Jaque. 4 minutes 25 secondes.
- 2016 : Compression Dialogo di Roma de Marguerite Duras. 2 minutes 55 secondes.
- 2016 : Compression Jeanne au bûcher de Roberto Rossellini. 3 minutes 7 secondes.
- 2016 : Compression Son nom de Venise dans Calcutta désert de Marguerite Duras. 5 minutes.
- 2016 : In Memoriam Donald Ranvaud. 1 minutes.
- 2016 : Compression Encore heureux de Benoît Graffin. 4 minutes.
- 2016 : Compression Pépé le Moko de Julien Duvivier. 4 minutes.
- 2016 : Compression Dernier Atout de Jacques Becker. 4 minutes 28 secondes.
- 2016 : Compression Terra di fuoco de Marcel L’Herbier. 4 minutes.
- 2016 : Compression L’assedio dell’Alcazar d’Augusto Genina. 4 minutes.
- 2016 : Compression Gueule d’amour de Jean Grémillon. 4 minutes.
- 2016 : Compression L’Assassin a peur la nuit de Jean Delannoy. 4 minutes 30 secondes.
- 2016 : Compression La Femme que j’ai le plus aimée de Robert Vernay. 4 minutes 9 secondes.
- 2016 : Compression Macao, l’enfer du jeu de Jean Delannoy. 4 minutes 11 secondes.
- 2016 : Compression Naples au baiser de feu d’Augusto Genina. 3 minutes 57 secondes.
- 2016 : Compression Si j’étais le patron de Richard Pottier. 4 minutes 33 secondes.
- 2016 : Compression Don Quichotte de Georg Wilhelm Pabst. 3 minutes 27 secondes.
- 2016 : Compression Le Sexe faible de Robert Siodmak. 3 minutes 40 secondes.
- 2016 : Le Cyclo-cross international de Dijon. 42 minutes.
- 2016 : Jean Epstein et Rossella Mezzina à Olonne-sur-Mer. 58 minutes.
- 2016 : Anita Conti à Olonne-sur-Mer. 53 minutes.
- 2016 : Iyad Alasttal à Olonne-sur-Mer. 1 heure 29 minutes.
- 2016 : Laurent Pontoizeau met en musique « La Croisière du Navigator » de Buster Keaton. 1 heure 12 minutes.
- 2016 : Voix off et cinéma. 1 heure 18 minutes.
- 2016 : Mireille Balin, une femme fatale. 47 minutes.
- 2016 : Gina Lollobrigida forever. 4 heures 42 minutes.
- 2016 : Compression L'Homme atlantique de Marguerite Duras. 2 minutes.
- 2017 : Compression The Three Age de Buster Keaton et Edward F. Cline. 3 minutes.
- 2017 : Compression Our Hospiality de Buster Keaton et John G. Blystone. 3 minutes 23 secondes.
- 2017 : Compression Sherlock Jr. de Buster Keaton et John G. Blystone. 2 minutes 13 secondes.
- 2017 : Compression The Navigator de Buster Keaton et Donald Crisp. 2 minutes 50 secondes.
- 2017 : Compression Seven Chances de Buster Keaton. 2 minutes 42 secondes.
- 2017 : Compression Go West de Buster Keaton. 3 minutes 13 secondes.
- 2017 : Compression Battling Butler de Buster Keaton. 3 minutes 18 secondes.
- 2017 : Compression The General de Buster Keaton et Clyde Bruckman. 3 minutes 36 secondes.
- 2017 : Compression College de Buster Keaton et James W. Horne. 3 minutes 3 secondes.
- 2017 : Compression Steamboat Bill Jr. de Buster Keaton et Charles Reisner. 3 minutes 16 secondes.
- 2017 : Compression The Cameraman de Buster Keaton et Edward Sedgwick. 3 minutes 29 secondes.
- 2017 : Compression Spite Marriage de Buster Keaton et Edward Sedgwick. 3 minutes 29 secondes.
- 2017 : Compression Long Pants de Frank Capra. 2 minutes 47 secondes.
- 2017 : Compression The Strong Man de Frank Capra. 3 minutes 29 secondes.
- 2017 : Compression The Chaser de Harry Langdon. 2 minutes 58 secondes.
- 2017 : Compression Three’s a Crowd de Harry Langdon. 2 minutes 55 secondes.
- 2017 : Compression Tramp, Tramp, Tramp de Harry Edwards. 2 minutes 55 secondes.
- 2017 : Les Douze glorieuses de Buster Keaton. 36 minutes.
- 2017 : Les Oiseaux cinétiques d’Alfred Hitchcock. 1 heure 55 minutes.
- 2017 : Les Oiseaux kaléidoscopiques d’Alfred Hitchcock. 1 heure 55 minutes.
- 2017 : Les Autres oiseaux kaléidoscopiques d’Alfred Hitchcock. 1 heure 55 minutes.
- 2017 : Les Six Dijon. 1 heure 20 minutes.
- 2017 : Archive Morlock Élection présidentielle 2017 Premier tour (Saint-Marcellin). 2 minutes.
- 2017 : Archive Morlock Élection présidentielle 2017 Premier tour (Burzet). 2 minutes.
- 2017 : Les Malheurs d’Orson Welles. 2 minutes 44 secondes.
- 2017 : Compression Vingt-quatre heures de la vie d’un clown de Jean-Pierre Melville. 1 minute 11 secondes.
- 2017 : Compression Andriesh de Sergueï Paradjanov et Yakov Bazelyan. 2 minutes 48 secondes.
- 2017 : Compression Too Much Johnson d’Orson Welles. 3 minutes 9 secondes.
- 2017 : Compression Les Affaires publiques de Robert Bresson. 1 minute 23 secondes.
- 2017 : Lisboa (Carnet filmé : 18 giugno 2017 - 24 giugno 2017). 2 ore 1 minuto.
- 2017 : Cinématon à la Cinemateca Portuguesa. 43 minutes.
- 2017 : Les Aventures d'Eddie Turley à la Cinemateca Portuguesa de Lisbonne. 33 minutes.
- 2017 : 24 Passions à la Cinemateca Portuguesa de Lisbonne. 16 minutes.
- 2017 : À travers l’univers à la Cinemateca Portuguesa de Lisbonne. 12 minutes.
- 2017 : BB + Marilyn = Godard + Preminger à la Cinemateca Portuguesa de Lisbonne. 35 minutes.
- 2017 : Le Départ de la 2ème étape Ambérieu-en-Bugey-Saint-Vulbas du Tour de l’Ain 2017. 52 minutes.
- 2017 : Le Départ de la 3ème étape Lagnieu-Oyonnax du Tour de l’Ain 2017. 32 minutes.
- 2017 : Leurs Yeux Ont Noirci. 1 heure 33 minutes.
- 2017 : Aaiye Meharbaan kaléidoscopique. 5 minutes.
- 2017 : Diwana Hua Badal kaléidoscopique. 6 minutes.
- 2017 : Haule haule Chalo Mere Sajna kaléidoscopique. 4 minutes.
- 2017 : Isharon Isharon Mein Dil Lenewale kaléidoscopique. 5 minutes.
- 2017 : Jhumka Gira Re kaléidoscopique. 6 minutes.
- 2017 : Parde Mein Rehne Do kaléidoscopique. 7 minutes.
- 2017 : Sajna Hai Mujhe Sajna Ke Liye kaléidoscopique. 5 minutes.
- 2017 : Yamma Yamma kaléidoscopique. 5 minutes.
- 2017 : Compression Malaria de Jean Gourguet. 3 minutes 48 secondes.
- 2017 : Pacôme Thiellement rencontre le public de la librairie Floury frères de Toulouse autour de son livre La Victoire des sans Roi. 1 heure 9 minutes.
- 2017 : La Parade du Président Emmanuel Micron en marche vers les Abattoirs de Toulouse. 1 heure 45 minutes.
- 2017 : Daniel Prévost à la cérémonie de clôture de remise des prix du FIFIGROT 2017. 35 minutes.
- 2017 : Daniel Prévost au FIFIGROT 2017. 2 heures 17 minutes.
- 2017 : Le Cyclo-cross international de Dijon. 1 heure 5 minutes.
- 2017 : Une cinémathèque et une exposition en Bourgogne. 54 minutes.
- 2017 : Semur-en-Auxois vu par Gérard Courant II. 1 heure 21 minutes.
- 2017 : Saint-Marcellin vu par Gérard Courant II (2009-2017)). 2 heures 16 minutes.
- 2017 : En ce temps-là. 47 minutes.
- 2018 : Hitch X 4. 4 minutes.
- 2018 : L’Inconnu du Cinématon. 4 minutes.
- 2018 : Le Cinématon était presque parfait. 4 minutes.
- 2018 : Le Cinématon qui en savait trop. 4 minutes.
- 2018 : Mais qui a tué Alfred Hitchcock ? 4 minutes.
- 2018 : Compression, 21 films : La Main du diable de Maurice Tourneur (3 minutes 33 secondes), Le Val d’enfer de Maurice Tourneur (3 minutes 39 secondes), Le Silence de la mer de Jean-Pierre Melville (3 minutes 48 secondes), 2001 : A Space Odyssey de Stanley Kubrick (6 minutes 12 secondes), Je l’ai été trois fois de Sacha Guitry (3 minutes 35 secondes), Donne-moi tes yeux de Sacha Guitry (4 minutes 4 secondes), Mon père avait raison de Sacha Guitry (4 minutes 11 secondes), Désiré de Sacha Guitry (4 minutes 11 secondes), Die Büchse der Pandora de Georg Wilhelm Pabst (5 minutes 40 secondes), Macbeth de Werner Schroeter (3 minutes), Der Bomberpilot de Werner Schroeter (3 minutes), On a trouvé une femme nue de Léo Joannon (3 minutes), Fromont jeune et Risler aîné de Léon Mathot (4 minutes), La Région centrale de Michael Snow (8 minutes 36 secondes), Le Bel indifférent de Jacques Demy (1 minute 43 secondes), David Golder de Julien Duvivier (3 minutes 35 secondes), Outre Tombe de Alexandre Mathis (17 minutes 28 secondes), Back and Forth de Michael Snow (2 minutes 32 secondes), Wavelength de Michael Snow (2 minutes 17 secondes), Gare centrale de Youssef Chahine (3 minutes 37 secondes), Alexandrie Pourquoi ? de Youssef Chahine (5 minutes 12 secondes)
- 2018 : Saint et pur miracle. 1 heure 36 minutes.
- 2018 : Bachke Rehna Re Baba kaléidoscopique. 6 minutes 49 secondes.
- 2018 : Dum Maro Dum Mit Jaye Gham kaléidoscopique. 3 minutes 13 secondes.
- 2018 : Do Lafzon Ki Hai Dil Kahaani kaléidoscopique. 5 minutes 45 secondes.
- 2018 : O Meri Jaan Main Ne Kaha kaléidoscopique. 5 minutes 51 secondes.
- 2018 : Piya Tu Ab To Aaja kaléidoscopique. 6 minutes 32 secondes.
- 2018 : Daiya Ae Main Kahan kaléidoscopique. 5 minutes 45 secondes.
- 2018 : Gulhabi Chehra kaléidoscopique. 5 minutes 44 secondes.
- 2018 : Jawani Jan-E-Man kaléidoscopique. 5 minutes 59 secondes.
- 2018 : Main To Beghar Hoon kaléidoscopique. 5 minutes 46 secondes.
- 2018 : Oh Mister Dil, Badi Mushkil Mein Tune Aaj Dala kaléidoscopique. 4 minutes 39 secondes.
- 2018 : Aditya kaléidoscopique. 1 heure 5 minutes.
- 2018 : Vivre est une solution kaléidoscopique. 1 heure 17 minutes.
- 2018 : She’s a very nice lady kaléidoscopique. 1 heure 25 minutes.
- 2018 : Solar. 23 minutes.
- 2018 : Fin. 4 minutes.
- 2018 : Les Malheurs d’Urban Gad. 28 minutes.
- 2018 : La Croix-Rousse en Technicolor. 2 heures 14 minutes.
- 2018 : Les Couleurs de Lyon. 2 heures 9 minutes.
- 2018 : La Ballade de Lyon. 1 heure 4 minutes.
- 2018 : Pourtant que sa campagne est belle. 3 minutes.
- 2018 : La Nuit sans visage. 1 heure 17 minutes.
- 2018 : L'Invraissemblable Cinématon de Luc Moullet. 4 minutes.
- 2018 : La Mauvaise Foix de Luc Moullet (Carnet filmé : 21 settembre 2018). 1 ora.
- 2018 : Le Concert de Houba Rock’n’Drums au port Viguerie de Toulouse (Carnet filmé : 22 settembre 2018). 1 ora 2 minuti.
- 2018 : Crois-tu au coup de foudre ou bien faut-il que je repasse ? (Journal du FIFIGROT 2018). 1 heure 39 minutes.
- 2018 : La Cérémonie de remise des prix du FIFIGROT 2018. 32 minutes.
- 2018 : Les Funérailles de Maud Sinet aux cimetières du Père-Lachaise et de Montmartre à Paris. 1 heure 24 minutes.
- 2018 : Des Châteaux de sable en Olonne. 33 minutes.
- 2018 : Violaine Le Fur et Éric Caravaca aux Sables d’Olonne. 48 minutes.
- 2018 : Agnès Varda aux Sables d’Olonne. 56 minutes.
- 2018 : Arnaud, Alice et Rodolphe. 57 minutes.
- 2018 : Le Lieu du mélodrame de Joseph Morder à Olonne-sur-Mer. 43 minutes.
- 2018 : Dijon la preuve par cinq. 1 heure 2 minutes.
- 2018 : Voyage en Rebsaménie. 1 heure 6 minutes.
- 2019 : Les Trois cités. 1 heure 4 minutes.
- 2019 : Les Quatre cités. 1 heure 16 minutes.
- 2019 : Compression, 21 films : Menaces de Edmond T. Gréville (3 minutes 40 secondes), Traité de bave et d’éternité de Isidore Isou (3 minutes 41 secondes), Entr'acte de René Clair (1 minute 23 secondes), Hôtel Monterey de Chantal Akerman (2 minutes 56 secondes), Jeanne Dielman, 23, quai du commerce, 1080 Bruxelles de Chantal Akerman (8 minutes 16 secondes), L’Âge d’or de Luis Buñuel (3 minutes 4 secondes), L’Argent de Marcel L’Herbier (7 minutes 7 secondes), Le Sang d’un poète de Jean Cocteau (2 minutes 35 secondes), Passe ton bac d’abord de Maurice Pialat (3 minutes 48 secondes), Le Fantôme de Friedrich Wilhelm Murnau (5 minutes 19 secondes), Laurel et Hardy électriciens (1 minute 19 secondes), Moi, un noir de Jean Rouch (3 minutes 24 secondes), Rentrée des classes de Jacques Rozier (1 minute 25 secondes), Un revenant de Christian-Jaque (4 minutes 50 secondes), La Petite marchande d’allumettes de Jean Renoir (1 minutes 53 secondes), Haut-le-Vent de Jacques de Baroncelli (3 minutes 26 secondes), Au bord de la mer bleue de Boris Barnet (3 minutes),  Pather Panchali de Satyajit Ray (5 minutes 22 secondes), Voyage à Tokyo de Yasujiro Ozu (5 minutes 48 secondes), Jeunes Filles de Paris de Claude Vermorel (3 minutes 34 secondes), Young Mr Lincoln de John Ford (4 minutes 26 secondes),
- 2019 : Le Jour où la Terre s’éveilla. 12 heures.
- 2019 : La Femme qui pleure dans les nuages. 1 heure 5 minutes.
- 2019 : La Pluie et les songes. 20 minutes.
- 2019 : Maintenant. 1 heure.
- 2019 : Tu me reconnais donc ! 1 heure 15 minutes.
- 2019 : Decollatio. 1 heure 5 minutes.
- 2019 : Priay à Pâques. 42 minutes.
- 2019 : En dessous des nuages. 42 minutes.
- 2019 : « Lac Noir » au château de Maulnes. 1 heure 27 minutes.
- 2019 : Tempête sur Vézelay. 33 minutes.
- 2019 : François Truffaut et les films de sa vie. 1 heure 12 minutes.
- 2019 : La Pluie et les songes. 20 minutes.
- 2019 : C’est Lyon. 1 heure 4 minutes.
- 2019 : Le Rendez-vous de Lyon. 1 heure 9 minutes.
- 2019 : Le Théâtre antique de Lyon. 23 minutes.
- 2019 : Une heure à Lyon. 1 heure 8 minutes.
- 2019 : L’Hôtel-Dieu de Lyon. 21 minutes.
- 2019 : Ici Lyon. 1 heure 15 minutes.
- 2019 : La Traversée de Lyon. 1 heure 13 minutes.
- 2019 : Jean Dujardin au FIFIGROT 2019. 47 minutes.
- 2019 : Welcome to the Magical Mystery Tour. 1 heure 21 minutes.
- 2019 : Peut-on bourrer les urnes comme on bourre le mou ? par Alain Guyard. 50 minutes.
- 2019 : La Lumière du fou (Journal du FIFIGROT 2019). 2 heures 12 minutes.
- 2019 : L’Inauguration du rond-point Christophe Salengro à Fenouillet. 50 minutes.
- 2019 : La Cérémonie de clôture du FIFIGROT 2019. 40 minutes.
- 2019 : Sur la route d’Alexandrie. 22 minutes.
- 2019 : La Soirée d’ouverture du 35ème Festival du d’Alexandrie. 27 minutes.
- 2019 : La Traversée d’Alexandrie. 1 heure 13 minutes.
- 2019 : Salah Sermini à Alexandrie. 1 heure 1 minute.
- 2019 : Alexándreia. 19 minutes.
- 2019 : « La Voie du ciel » de Joud Said à Alexandrie. 58 minutes.
- 2019 : Alexandrie, Alexandrie. 27 minutes.
- 2019 : Un workshop avec Salah Sermini à Alexandrie. 1 heure 28 minutes.
- 2019 : La Cérémonie de remise des prix du 35ème Festival d’Alexandrie. 1 heure 50 minutes.
- 2019 : Sur la route du Caire. 1 heure 13 minutes.
- 2019 : Le Cyclo-cross international de Dijon 2019. 1 heure 11 minutes.

## Depuis 2020
- 2020 : À quoi rêvent les montagnes ? 1 heure 5 minutes.
- 2020 : Compression, 26 films : Joan the Woman de Cecil B. DeMille (6 minutes 6 secondes), Foolish Wives de Erich Von Stroheim (6 minutes 16 secondes), Der Golem : Wer in der in die Welt kam de Paul Wegener et Carol Boese (4 minutes), Le Voyage dans la lune de Georges Méliès (1’ 05’’), The Rounders de Charlie Chaplin (1 minute 4 secondes), Le Voyage vers Jupiter de Segundo de Chomón (55 secondes), Les Aventures du Prince Ahmed de Lotte Reineger (3 minutes 9 secondes), Le Songe d’un garçon de café d’Émile Cohl (45 secondes), L’Automne du cœur de Léonce Perret (1 minute 1 secondes), Fièvre de Louis Delluc (1 minute 47 secondes), Le Mystère des roches de Kador de Léonce Perret (2 minutes 17 secondes), Close-up de Abbas Kiarostami (4 minutes 31 secondes), Souvenirs de la maison jaune de Joao César Monteiro (5 minutes 18 secondes), Das Cabinet des Dr. Caligari de Robert Wiene (3 minutes 33), A Dog's Life de Charlie Chaplin (1 minute 51 secondes), The Adventures de Charlie Chaplin (1 minute 35 secondes), Vive la vie de garçon de Max Linder (57 secondes), Max fait de la photo de Max Linder (1 minute 5 secondes), Barbe-Bleue de Georges Méliès (37 secondes), Drat That Boy de Robert W. Paul (37 secondes), Espagne d’Alice Guy (57 secondes), Faust et Méphistophélès d’Alice Guy (37 secondes), L’Émeute d’Alice Guy (43 secondes), La Glu d’Alice Guy (42 secondes), Ambiancé – The short Trailer d’Anders Weberg (18 minutes 14 secondes), La Vénus de l’or de Jean Delannoy (3 minutes).
- 2020 : Compression de ses propres films, 10 films : La Traversée de Lyon (3 minutes), Les Deux Lyon (3 minutes), Seulement Lyon (3 minutes), Le Cœur de Lyon (3 minutes), C’est Lyon (3 minutes), Ici Lyon (3 minutes), Une heure à Lyon (3 minutes), La Ballade de Lyon (3 minutes), Le Rendez-vous de Lyon (3 minutes), La Marche de Lyon (4 minutes).
- 2020 : Boris Lehman à Toulouse. 14 minutes.
- 2020 : La Vengeance du Temps. 1 heure 15 minutes.
- 2020 : Les Ombres mystérieuses des fantômes disparus. 1 heure 5 minutes.
- 2020 : Ignis. 1 heure 5 minutes.
- 2020 : Priay en juin. 1 heure 14 minutes.
- 2020 : Ici, Paris. 31 minutes.
- 2020 : Paris-sous-Bois. 36 minutes.
- 2020 : C’est Paris. 39 minutes.
- 2020 : Les Cinématons et autres portraits filmés chez Anne Teyssèdre. 31 minutes.
- 2020 : Le Soleil de Paris. 31 minutes.
- 2020 : Priay du bas en haut. 33 minutes.
- 2020 : La Marche de Lyon. 1 heure 29 minutes.
- 2020 : Priay en août. 30 minutes.
- 2020 : Dérapages. 3 minutes 10 secondes.
- 2020 : L’Esclave du Temps. 1 heure 14 minutes.
- 2020 : Vacances dijonnaises. 52 minutes.
- 2020 : La Valse de Dijon. 1 heure 21 minutes.
- 2020 : MCMLXIX – MMXX Les Carnets filmés d'une vie. 30 minutes.
- 2021 : Compression, 3 films : Compression Aquila nera de Riccardo Freda (4 minutes), Compression Empire (after Andy Warhol) de Eric Doeringer (20 minutes), Compression Sleep d'Andy Warhol (13 minutes 24 secondes)
- 2021 : À cheval sur le 21. 1 heure 13 minutes.
- 2021 : Du côté de la Côte d'Or. 1 heure 35 minutes.
- 2021 : Nuit sans réveil. 1 heure 23 minutes.
- 2021 : Zindagi Ittefaq Hai kaléidoscopique. 4 minutes 45 secondes.
- 2021 : Ho O, Suno To Jani, Ho O Meri Kahani kaléidoscopique. 4 minutes 17 secondes.
- 2021 : Uljhan Suljhe Na Rasta Sujhe Na kaléidoscopique. 4 minutes 56 secondes.
- 2021 : Bhali Bhali Si Ek Surat kaléidoscopique. 4 minutes 39 secondes.
- 2021 : Ang Lag Jaa Balma kaléidoscopique. 5 minutes 27 secondes.
- 2021 : Chehre Pe Kushi Chhaa Jaati Hai kaléidoscopique. 4 minutes 06 secondes.
- 2021 : Aage Bhi Jaane Na Tu kaléidoscopique. 6 minutes 08 secondes.
- 2021 : Kaise Murli Bajaye Ghanshyam kaléidoscopique. 5 minutes 46 secondes.
- 2021 : Tu Tu Hai Wahi, Dil Ne Jise Apna Kaha kaléidoscopique. 7 minutes 12 secondes.
- 2021 : Jeene Do Aur Jeeo kaléidoscopique. 3 minutes 51 secondes.
- 2021 : Log Aurat Ko kaléidoscopique. 5 minutes 38 secondes.
- 2021 : Ghunghroo Toot Gaye kaléidoscopique. 7 minutes 18 secondes.
- 2021 : Pyar Hai Pyar kaléidoscopique. 5 minutes 37 secondes.
- 2021 : Itni Jaldi Na Karo kaléidoscopique. 4 minutes 48 secondes.
- 2021 : Jaane Jaan Dhoondta Phir Raha kaléidoscopique. 6 minutes 28 secondes.
- 2021 : Les Rêves cinétiques d'un montreur d'ombres. 2 heures 08 minutes.
- 2021 : Jusqu'au bout de Dijon. 37 minutes.
- 2021 : La dolce città. 39 minutes.
- 2021 : Je suis essentiel. 45 minutes.
- 2021 : Le Château des Allymes. 39 minutes.
- 2021 : À la lyonnaise. 1 heure 25 minutes.
- 2021 : Le Tourbillon de Lyon. 1 heure 28 minutes.
- 2021 : Ergasterium Atomicum. 28 minutes.
- 2021 : Castellum Mediaevale. 10 minutes.
- 2021 : Lacus. 31 minutes.
- 2021 : Flumen. 4 minutes 30 secondes.
- 2021 : Pons. 31 minutes.
- 2021 : Imagine in oglinda. 4 minutes 37 secondes.
- 2021 : Ventus. 31 minutes.
- 2021 : Pluvia. 31 minutes.
- 2021 : Villagium. 1 heure 24 minutes.
- 2021 : Marcignacum. 31 minutes.
- 2021 : In Memoriam Jean-Claude Romer. 1 heure 8 minutes.
- 2021 : Solitudes en ruine. 32 minutes.
- 2021 : Complot de complaisance. 1 heure 18 minutes.
- 2021 : La Remise du grand Prix Morlock 2021 à Philippe Truffault. 10 minutes.
- 2021 : Les Malheurs d'Émile Cohl. 11 minutes.
- 2021 : Soleil mouillé. 28 minutes.
- 2021 : La Marche de Dijon. 1 heure 26 minutes.
- 2021 : Unique. 1 heure 43 minutes.
- 2022 : Les Malheurs de Sergueï Paradjanov. 3 minutes.
- 2022 : Les Malheurs de Luis Buñuel. 7 minutes.
- 2022 : Le Chemin de Burzet. 2 minutes 14 secondes.
- 2022 : Les Malheurs de Georges Méliès. 3 minutes.
- 2022 : Faites-moi plutôt ici mourir. 1 heure 08 minutes.
- 2022 : Le Défilé du 1er mai 2022 à Paris. 37 minutes.
- 2022 : Compression, 9 films, Compression Le Triporteur de Jack Pinoteau (4 minutes), Compression La Fin des Pyrénées de Jean-Pierre Lajournade (3 minutes), Compression Les Parapluies de Cherbourg de Jacques Demy (4 minutes), Compression Les Demoiselles de Rochefort de Jacques Demy (5 minutes), Compression Un chien andalou de Luis Buñuel (1 minute), Compression Il bandito de Alberto Lattuada (4 minutes), Compression Anna de Alberto Lattuada (4 minutes), Compression Cristaux de Teo Hernandez (3 minutes), The Incredible Shrinking Man de Jack Arnold (4 minutes).
- 2022 : Garance fait son show. 50 minutes.
- 2022 : Soirée estivale en Bugey. 12 minutes.
- 2022 : Lyon 2022. 1 heure 18 minutes.
- 2022 : Le Départ de la 2ème étape Saint-Vulbas - Lagnieu du Tour de l'Ain 2022. 1 heure.
- 2022 : À dire vrai. 27 minutes.
- 2022 : De Philippe Dumas à Boris Moissard. 28 minutes.
- 2022 : Le Paradis normand de Philippe Dumas. 1 heure 5 minutes.
- 2022 : Les Choses vues de Philippe Dumas. 57 minutes.
- 2022 : Le Repaire normand de Boris Moissard. 31 minutes.
- 2022 : Philippe Dumas persiste et signe. 22 minutes.
- 2022 : Boris Moissard se met à table. 1 heure 13 minutes.
- 2022 : FIFIGROT et pataphysique. 1 heure 17 minutes.
- 2022 : De Groland au FIFIGROT. 1 heure 26 minutes.
- 2022 : Entr'acte, le retour... 100 ans après. 1 heure 10 minutes.
- 2022 : Entr'acte, le retour... 100 ans après (version phanérothyme). 1 heure 10 minutes.
- 2022 : La Cérémonie de remise des prix du FIFIGROT 2022. 47 minutes.
- 2022 : Compression À la lyonnaise. 4 minutes.
- 2022 : Compression Lyon 2022. 3 minutes 35 secondes.
- 2022 : Les Funérailles d'Yvette Courant. 36 minutes.
- 2022 : Le Cyclo-cross international de Dijon. 56 minutes.
- 2022 : Collégiales bourguignonnes. 55 minutes.
- 2022 : Dijon, toujours. 1 heure 22 minutes.
- 2023 : Les Malheurs de Marc Allégret. 5 minutes.
- 2023 : Les Malheurs de Yvan Noé. 5 minutes.
- 2023 : Dis-nous ce que tu sais. 58 minutes.
- 2023 : Lyon en 96 minutes. 1 heure 36 minutes.
- 2023 : Idanus. 1 heure 17 minutes.
- 2023 : Des eaux petites et grandes. 1 heure 37 minutes.
- 2023 : Les Malheurs de Paul Cadéac. 1 minute 32 secondes.
- 2023 : Compression, 290 films.